# Повітрянодесантні війська Третього Рейху

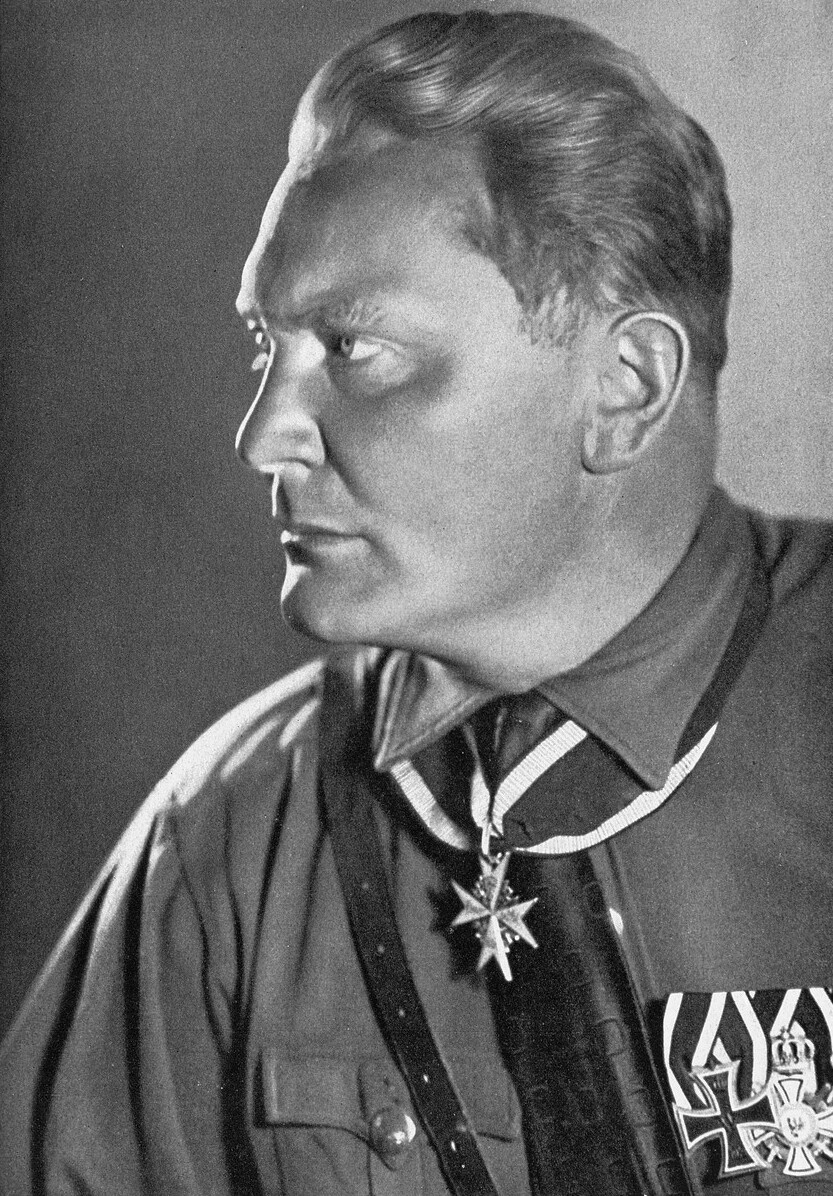
Герман Герінг

Пові́трянодеса́нтні війська́ Третього Рейху (нім. Fallschirmjäger (Wehrmacht) — високомобільний елітний рід військ Збройних сил Німеччини часів Третього Рейху, що становив легкоозброєну піхоту, призначену для ведення активних бойових дій у тиловій зоні противника.
За часів світової війни входили до складу Люфтваффе та Ваффен-СС.

## Зародження й формування ПДВ Німеччини
Збройні сили нацистської Німеччини стали одними з перших збройних сил світу, де були створені повітрянодесантні війська.
Німецьке військове відомство цікавилося можливістю бойового застосування повітрянодесантних військ ще з середини 30-х років. Локомотивом реалізації планів щодо їхнього створення став особисто командувач Люфтваффе й рейхсміністр авіації Рейху рейхсмаршал Г.Герінг. Закладені у новому роді військ можливості якнайкраще підходили для концепції бліцкригу: проведення блискавичних глибоких наступальних операцій із проривом у глибину розташування противника потужних танкових клинів. Прокладати для них дорогу відповідно до цієї доктрини й були покликані парашутні війська (нім. Fallschirmtruppen - FST). До їхніх завдань входило швидке оволодіння стратегічними об'єктами — мостами, якими повинні пройти колони танків і мотопіхоти, укріпленими районами, вузлами зв'язку тощо. Київські навчання 1935 року за участю повітрянодесантних частин Радянського Союзу, на яких були присутні кілька німецьких військових спостерігачів, наочно проілюстрували застосування теоретичних розробок радянських армійських фахівців і послужили додатковим поштовхом до початку формування Німеччиною власних ПДВ. Водночас, керівництво Вермахту, змушене відтворювати їх практично з нуля, було багато у чому вільне від дещо застарілих поглядів на ведення війни, що панували у військових колах інших країн.
Формування парашутних частин почалося практично одночасно як у сухопутних військах, так і у військово-повітряних силах Німеччині. 1 жовтня 1935 року поліцейський загін особистої охорони генерала Германа Герінга, що, крім інших чинів і титулів, був шефом поліції землі Пруссія, був переведений до складу Люфтваффе як окремий полк «General Göring».
Приблизно у цей же час добровольці з його складу направлялися до містечка Альтенграбов, в якому йде формування парашутно-піхотного полку ВПС, для проходження спеціальної підготовки. Під час першого показового стрибка перед особовим складом полку спортсмен-парашутист, що виконував його, несподівано отримав серйозну травму при приземленні й був винесений з поля на ношах. Попри цей інцидент, близько 600 солдатів і офіцерів елітної військової частини відразу ж добровільно виявили бажання пройти курс парашутної підготовки. 29 січня 1936 року у складі полку «Генерал Герінг» був сформований 1-й піхотний (парашутний) батальйон, розгорнутий наприкінці 30-х років у полк, який своєю чергою отримав назву 1-го парашутного. Очолив його майор Бруно Броєр, що згодом дослужився до чину генерала парашутних військ.

Засновник повітрянодесантних військ Вермахту генерал-полковник Люфтваффе Курт Штудент

Значна кількість бійців нової частини були військовослужбовцями, що пройшли серйозне бойове загартування під час кровопролитної війни в Іспанії у складі відомого «Легіону Кондор». Умови відбору до батальйону були надзвичайно жорсткими — майже 2/3 первісних кандидатів були відкинуті, причому відсоток відсіювання волонтерів, що не задовольняли вимогам командування ПДВ, зберігався таким самим аж до 1940 року.
Командування сухопутних військ, у свою чергу, навесні 1936 року створило для розробки тактики застосування повітрянодесантних військ спеціальний штаб, до штату якого входило 15 офіцерів і 80 унтерофіцерів. На його базі згодом сформували парашутно-піхотний батальйон — другий у збройних силах. Його штатна організація приблизно відповідала організації піхотного батальйону підтримки, а на озброєнні перебували міномети й станкові кулемети, у той час як парашутисти ВПС мали у своєму розпорядженні лише легку стрілецьку зброю. Командиром був призначений майор, а в майбутньому — генерал парашутних військ, Ріхард Гайдріх. Восени 1937 року батальйон брав участь у великих навчаннях вермахту в Мекленбурзі, де справив гарне враження. Ця подія додала серйозного поштовху процесу консолідації розрізнених німецьких парашутних частин.
Офіційно факт існування повітрянодесантної частини повітряних сил був оформлений наказом міністра авіації Третього рейху Ергарда Мільха та затверджений Герінгом 29 січня 1936 року. Водночас був оголошений набір до школи у Штендалі. Надзвичайно суворий характер навчання у ній був відображений у «десяти заповідях», викладених десантникам особисто А.Гітлером. Першою з них була:
«Десантники — обрані бійці вермахту. Ви повинні рватися у бій і непохитно переносити будь-які труднощі. Битва стане вашим призначенням.»
Важка фізична й стрілецька підготовка, недосконалість парашутних систем, численні травми при приземленні та навіть випадки загибелі внаслідок нерозкриття парашутів сприяли створенню неофіційних товариських стосунків між офіцерами й солдатами, формуванню особливої атмосфери належності до елітних частин і зміцненню моралі взагалі.

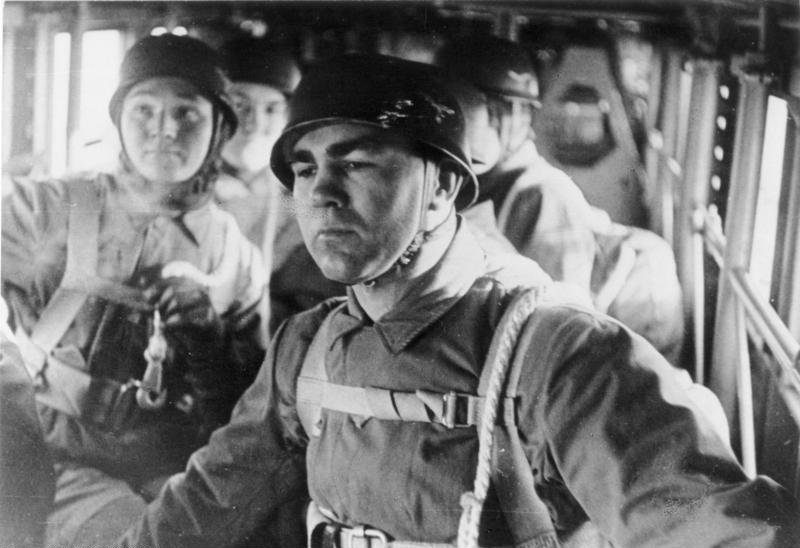
Німецький парашутист Макс Шмелінг — чемпіон світу з боксу у важкій вазі у 1930—1932

Високу якість підготовки особового складу парашутних частин цього періоду підтверджує приклад одного з героїв висадки на Криті у травні 1941 року — 35-літнього Макса Шмелінга на прізвисько «Зиґфрід». Чемпіон світу з боксу у важкій вазі у 1930—1932 роках, що виграв 56 двобоїв з 70, він пройшов всю Другу світову війну у лавах повітрянодесантних військ.

## Концепція застосування ПДВ у Німеччині
Попри створення одними з перших у світі своїх власних повітрянодесантних військ, німецька військова думка довго не могла до кінця визначитися з концепцією застосування парашутистів. Штабісти Люфтваффе наполягали на застосуванні парашутистів у складі невеликих диверсійних груп, чиїм основним завданням стало б порушення комунікацій противника й сіяння паніки у його тилах. Досить модною в колах ВПС стала ідея про те, що групи десантників повинні забезпечувати дії бомбардувальної авіації, завчасно висаджуючись поблизу позицій зенітної артилерії противника та нейтралізуючи у визначений час його систему ППО, проводячи активні диверсійні дії. Після виконання завдання парашутисти мали б відступати та перечікувати в укритті наліт своєї авіації, після чого готувати майданчик для приземлення транспортних літаків та евакуюватися на «велику землю». Для участі у таких операціях було цілком достатньо невеликих парашутних підрозділів, подібних 1-му батальйону, розділеному на бойові групи силою до взводу або роти. Бойове хрещення у такій якості невелика експериментальна група німецьких десантників отримала ще під час громадянської війни в Іспанії.
Армійське командування, навпроти, вважало доцільнішим застосовувати великі сили десантників у наступальних операціях, у тому числі як звичайну піхоту. Подібна доктрина пояснювалася тим, що до 1937 року Німеччина виявилася затиснутою двома безпрецедентними за своєю потужністю оборонними лініями — лінією Мажино на східному кордоні Франції й смугою Чехословацьких прикордонних укріплень на чесько-німецькому кордоні в Судетських горах. Спроба прориву цих позицій з фронту призвела б до великих втрат та легко могла бути зірваною, після чого не виключалося повторення «позиційного кошмару» часів Першої світової війни. Тому десантники, діючи в складі великих військових частин і з'єднань, повинні були надати істотну допомогу польовим військам, атакуючи ворожі укріплення з тилу. Апробація тактичних поглядів авіаційних і армійських теоретиків призвела до визнання їхньої рівної практичності, у зв'язку з чим підготовка солдатів і офіцерів ПДВ передбачала навчання обом прийомам ведення бою. У цілому ж взяла гору точка зору сухопутного командування, відповідно до якої кадри для укомплектування ПДВ рекрутувалися у повітряних силах.
В основі усіх найбільших повітрянодесантних операцій, проведених німецькими десантниками лежав майже той самий задум: спочатку атакувати у декількох місцях з повітря та створити кілька опорних пунктів, аби зламати зсередини систему оборони противника, перешкодити йому зосередити свої сили на одній ділянці та перерізати необхідні для оборони комунікації; потім обрати один зі створених опорних пунктів, зосередити на ньому усі наявні сили, аби звідти вони потім розтікалися, подібно чорнильній плямі, доти, поки основний опорний пункт не зіллється з іншими та не поглине їх. Цій тактиці — «тактиці чорнильної плями» — німці віддавали перевагу в усіх повітрянодесантних операціях на противагу «тактиці килима», що застосовувалася союзниками та полягала в тому, що на місцевості, яка підлягала захвату, парашутисти від самого початку розкидалися рівномірно. «Тактика чорнильної плями» виправдала себе як у Голландії, так й на Криті.
Одночасно з використанням своїх парашутних військ для рішення завдань оперативного характеру німецьке верховне командування в ході війни все частіше покладало на парашутистів тактичні завдання в рамках бойових дій великих фронтових об'єднань. При цьому повітрянодесантні війська використовувалися здебільшого як передові загони або як ар'єргарди, тобто відігравали роль модернізованої кавалерії. Дії десантних військ у Норвегії в районі Домбаса та на аеродромі Осло у квітні 1940 року, а також атака саперним взводом парашутних військ форту Ебен-Емаль, захоплення й забезпечення переправ через канал Альберта й оволодіння переправами через Нижній Рейн 10 травня 1940 року можуть розглядатися, як дії повітрянодесантних військ у ролі передових загонів. При наступі на Александрію Е.Роммель також задумував спочатку використати як передовий загін чотири бойові групи десантників для раптового захоплення й руйнування протитанкових загороджень англійців.
У 1942 планувалося застосування одного зі з'єднань повітрянодесантних військ для раптового захоплення нафтового району західніше Баку до моменту, коли відступаючі радянські війська, виведуть його з ладу, що також відводило повітрянодесантним військам роль передового загону. Нарешті, бойова група, скинута під час бойових дій німецьких парашутистів у грудні 1944 року в гірському районі Ейфель для забезпечення північного флангу військ, що наступали, та для захвату гірських проходів і доріг, була також передовим загоном.

## Формування повітрянодесантних частин
У липні 1938 року гарячий ентузіаст концепції великомасштабних десантних операцій генерал-майор Курт Штудент — колишній інспектор льотної підготовки Люфтваффе, отримав наказ сприяти створенню боєздатних парашутних з'єднань. Молодий енергійний генерал, ще в чині полковника очолював делегацію Люфтваффе на Київських навчаннях Червоної Армії в 1935 році й із великим захопленням прийняв ідею застосування великих сил ПДВ у наступальних операціях, зіграв в історії німецьких повітрянодесантних військ таку ж роль, як Гайнц Ґудеріан у становленні танкових військ Вермахту. Попри його належність до повітряних сил, погляди Штудента на застосування повітрянодесантних військ спиралися на тактичні розрахунки армійського командування, внаслідок чого Штудент активно виступив проти використання ПДВ суто в ролі диверсійних формувань.
До кінця 1939 року перша велика бойова одиниця — 7-ма авіадивізія, командиром якої був призначений сам Штудент, перебувала в стадії формування. Розгортання дивізії відзначило початок нового етапу в розвитку німецьких ПДВ. Її ядром став батальйон майора Броєра, виведений на той час зі складу полку «General Goering». Під час окупації Судетів (осінь 1937 року), де не обійшлося без значної демонстрації військових мускулів Рейха, дивізія Штудента усе ще не являла собою істотної сили. Тому основне навантаження при десантуванні на чеську територію лягло на парашутний батальйон сухопутних військ підполковника Гайдріха, тимчасово підпорядкованого командуванню повітряних сил. Оскільки в ході цієї операції очікувалися досить напружені бої на потужній лінії прикордонних укріплень, влітку 1937-го десантники почали ретельну підготовку до висадки в тилу противника.

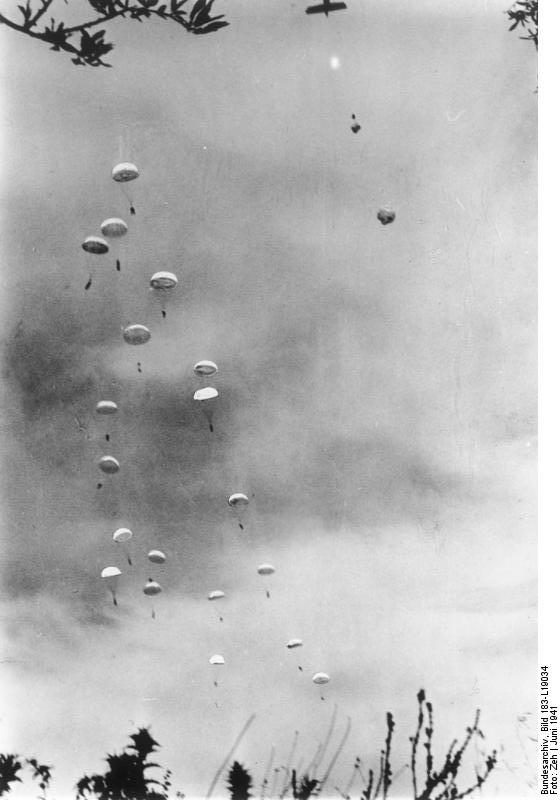
Висадка десанту на Крит. Травень 1941

1 жовтня 1938 мав початися похід проти Чехословаччини, але до бойових дій так і не дійшло: «Мюнхенська змова» керівників Великої Британії та Франції з Гітлером поставила чехів перед необхідністю передати свої оборонні позиції разом з регіоном Судети у цілому до рук противника без будь-якого опору. Трохи розчаровані німецькі парашутисти висадилися на чеській території 1 жовтня, лише аби взяти участь у процесі окупації знову придбаних територій.
На підставі вивчення досвіду Судетської операції парашутний батальйон сухопутних військ 1 січня 1939 року передається до складу Люфтваффе під найменуванням 2-го парашутного, згодом він був розгорнутий в 3-й парашутний полк) та надалі спрямований на формування 7-ї повітряної дивізії. З цього часу набір особового складу, навчання, забезпечення й оперативне керівництво німецькими парашутистами повністю перейшли під контроль Люфтваффе.
Німеччина виявилася єдиної країною, де парашутні частини перебували винятково в підпорядкуванні командування ВПС. Пояснювалося це скоріше амбіційними намаганнями Герінга, який прагнув об'єднати у своїх руках якомога більшу владу, ніж міркуваннями доцільності. Німецьким парашутистам у майбутньому це послужило досить погану службу, тому що проведення реальних десантних операцій вимагало тісної координації з сухопутними військами та не могло проводитися силами одних лише Люфтваффе, як це планувалося теоретиками зі штабу рейхсмаршала. З урахуванням цих причин в 1943 році почався процес передачі десантних частин у розпорядження сухопутного командування.
Водночас інший важливий елемент повітрянодесантних військ — посадочно-десантні (планерні) частини залишалися у веденні армії. Їхній персонал являв собою піхотинців, натренованих для швидкої висадки на планерах в тилу противника. Озброєння та спорядження цих частин мало відрізнялося від піхотного, хоча й передбачало застосування спеціальних полегшених зразків. Необхідність мати у солдатів повітрянодесантних військ максимально полегшеного спорядження спричинила перехідний захід — залучення до операцій гірсько-піхотних частин і підрозділів, які вже мали його через специфіку свого роду військ.
У січні 1939-го приймається рішення про формування другого парашутного полку, командиром якого був призначений сам Гайдріх. Обидва полки досягли визначеного рівня бойової готовності до початку вторгнення в Норвегію навесні наступного року.
Організація парашутно-піхотних полків відповідала переважно організації піхотного полку сухопутних військ — вони включали в собі по три батальйони (2-й полк в 1940 році мав лише два). Вже ближче до кінця війни в складі деяких полків з'явилися саперні, розвідувальні й зенітно-кулеметні роти і кожний полк мав у цілому 17 рот. Парашутний батальйон, як і піхотний, складався з трьох парашутно-десантних рот і однієї роти важкої зброї (кулеметної). Кожна рота складалася з трьох взводів, а парашутно-десантний взвод, як правило, з трьох відділень. Кожне відділення мало на озброєнні два ручні кулемети, тобто удвічі більшу вогневу міць, ніж відділення піхотних полків сухопутних військ. Роти важкої зброї батальйонів складалися з трьох взводів станкових кулеметів і одного взводу середніх мінометів (80-мм). Кожний кулеметний взвод мав два відділення станкових кулеметів, по два кулемети у кожному. 13-та рота була озброєна мінометами середнього калібру й складалася з трьох взводів середніх мінометів (80-мм) і одного ракетного взводу, 14-та рота була винищувально-протитанковою та мала різне озброєння. Як експеримент у деяких полках на кожний батальйон і на кожну роту важкої зброї були створені взводи піднощиків для забезпечення безперебійного постачання боєприпасів.

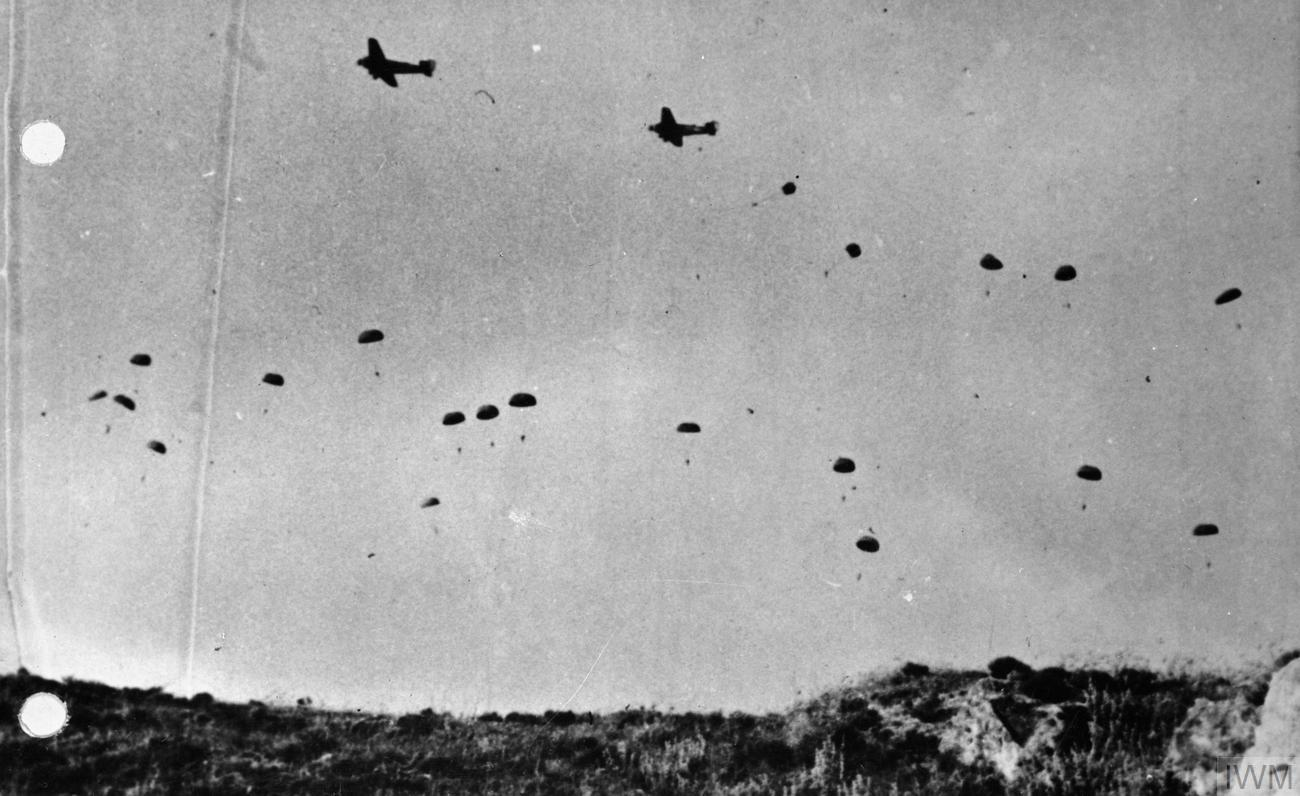
Десантування в ході Критської повітрянодесантної операції. Травень 1941

Друга створена дивізія — 22-га планерна — була звичайним піхотним з'єднанням, натренованим і екіпірованим для перекидання повітрям. У її склад входили 16, 47 і 65-й піхотні полки та відповідне число окремих частин і підрозділів підтримки. Для штурмових операцій дивізія була не придатна й призначалася лише для швидкого посилення першої хвилі десанту у випадку захвату парашутистами придатних для висадки майданчиків. Спеціальну підготовку та перехід на нові штати особовий склад завершив на рубежі 1939/1940 років.
Таким чином, навесні 1940 року, після проведеної всебічної підготовки, німецькі збройні сили отримали у своє розпорядження корпус у складі 7-ї авіаційної (повітряної) і 22-ї піхотної (планерної) — дивізій. 7-ма авіадивізія на цей час мала наступну організаційну структуру: 1-й і 2-й парашутні піхотні полки трьох-батальйонного складу; рота зв'язку; транспортна рота; медична рота; легка зенітна батарея (20- і 37-мм зенітні гармати); батарея 50-мм протитанкових гармат Pak 38; протитанкова рота; мотоциклетний взвод.
У ході війни з'єднання повітрянодесантних військ зазнали деяких змін. Наприклад, з 1944 1-ша парашутна дивізія мала в своєму складі такі частини:
- штаб;
- три парашутних полки трьох-батальйонного складу (у кожному батальйоні три парашутно-піхотні й одна кулеметна роти). Крім цього, у кожний полк входили протитанкова, мінометна й саперна роти;
- артилерійський полк (два дивізіони трьох-батарейного складу). У першому дивізіоні було 12 75-мм гірських гармат, у другому — 12 105-мм легких безвідкатних гармат;
- протитанковий батальйон (чотири роти 75-мм протитанкових гармат і рота самохідних гармат). Усього 16 протитанкових гармат Pak 40 і чотири легких САУ Marder II (SdKfz 132);
- батальйон зв'язку (телефонна й радіороти);
- кулеметний батальйон (три роти);
- інженерний батальйон (три саперні й одна кулеметна роти);
- медичний батальйон (дві роти).

Масовою парашутною підготовкою допризовників у Німеччині займався своєрідний аналог радянського Осоавіахіму, — Націонал-соціалістичний авіаційний корпус (нім. National-Sozialistisches Fliegerkorps - NSFK), створений у 1937 році шляхом злиття німецьких аероклубів і асоціацій. Хоча його основним завданням була підготовка льотчиків, ця парашутна школа дозволила німцям до початку війни укомплектувати значні сили своїх повітрянодесантних військ.

## Бойові операції

### Польща
Першого разу німецькі парашутисти пішли у бій ще під час вересневої кампанії 1939 року проти Польщі. Щоправда, через недостатню підготовленість і укомплектованість основні сили 7-ї авіадивізії у повному складі не застосовувалися (готовими до того часу були тільки чотири парашутних батальйони). Натомість задіяними були тільки окремі десантні підрозділи, які закидалися у тил до поляків з диверсійними й розвідувальними цілями (зокрема, під час рейду через Віслу, коли парашутисти втратили кілька людей убитими й пораненими у сутичці під містечком Воля-Гуловська). Основні сили повітрянодесантних військ, зосереджені на сілезьких аеродромах із завданням захвату мостів і інших важливих об'єктів, так і не отримали наказу на виліт до Польщі — темпи наступу моторизованих колон Вермахту виявилися настільки високими, що важливі об'єкти захоплювалися авангардами сухопутних військ без участі парашутистів.
Коли Штудент у липні 1939 року доповідав Гітлеру про стан довірених йому частин і повідомив, що десантники очікують наказу на участь у польському поході, то почув у відповідь:
«Вони ще побачать кілька боїв на Заході!»
А.Гітлер думав, що ще зарано витрачати дорогоцінні й нечисленні кадри парашутистів. Крім того, німецьке командування не хотіло розкривати свій козир (можливість раптової атаки з повітря сильних укріплень противника). Тому дійсне хрещення парашутисти одержали в ході норвезької кампанії («Навчання на Везері»).

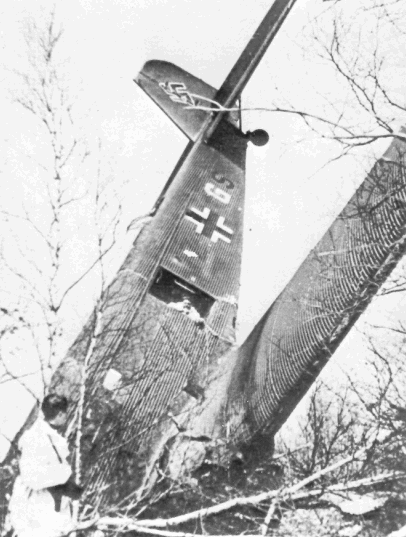
Збитий військово-транспортний літак Ю-52. Норвегія. Квітень 1940

### Данія та Норвегія
Необхідність окупації скандинавських держав визначалася стратегічною важливістю забезпечення безперебійного постачання дефіцитної шведської залізної руди територіями Норвегії й Данії. Особливості майбутнього поля бою (наявність густонаселених островів у Данії та видовжена з півночі на південь вузька смуга норвезької території) ясно показували, що одними сухопутними силами тут не обійтися. ВМС Німеччини, що поступалися за чисельністю ВМС союзників, теж не могли забезпечити істотної підтримки. Із цієї причини на парашутистів покладали особливі надії.
На самому початку вторгнення в справу вступив 1-й парашутний батальйон. Дві його роти мали захопити аеродром Форнебю неподалік столиці Норвегії Осло, і утримати його до підльоту транспортних літаків з 163-ю піхотною дивізією на борту. 3-тя рота повинна була заволодіти аеродромом Сола, головною базою норвезьких ВПС, а 4-та рота захопити два данські летовища у Ольборзі та Вординбурзький міст. Необхідність його захоплення обумовлювалася тим, що ним проходив єдиний шлях до столиці Данії — Копенгагена. Нарешті, ще одна рота залишалася у резерві.
Вранці 9 квітня 1940 року десант почався. Першій групі із самого початку не пощастило — через погану погоду два Ю-52 зіштовхнулися у повітрі та розбилися. А на аеродром не вдалося висадитися — його закрив щільний туман і десантникам довелося повернутися. У результаті літаки 163-ї дивізії були змушені сідати на контрольованому ворогом аеродромі Форнебю. Німці понесли великі втрати, але все ж таки захопили аеродром.
Другий підрозділ вдало десантувався. Попри те, що десантники зазнали втрат від протиповітряного вогню із землі, вони захопили аеродром Сол. І більше того — їм вдалося взяти під контроль два важливі мости, що перебували неподалік.
4-та рота ще більш вдало виконала доручену їй частину завдання. Данські підрозділи, що охороняли Вордингборський міст, були настільки вражені видовищем десантування парашутистів, які приземлилися з обох кінців мосту, що здалися без бою. Також успішно пройшло й захоплення обох аеродромів в Ольборзі. Без жодного пострілу охорона була обеззброєна — як виявилося, вони спали, не вірячи у загрозу десанту.
Водночас, німецька гірсько-піхотна дивізія, що висадилася на півночі Норвегії у Нарвіку опинилася відрізаною від підтримки з моря. Кораблі, які забезпечували висадку та підтримку морського десанту, усі до єдиного були потоплені англійцями. Наступного дня англійці відрізали її й від основних сил, висадивши свій морський десант на узбережжі. Тому постачання дивізії покладалося на плечі літаків Люфтваффе, які скидали з повітря підкріплення та боєприпаси. На гору, що нависала над стратегічним шосе Осло-Нарвік для деблокування гірських стрільців була скинута рота десантників. Однак, їх відразу ж виявили відступаючі норвезькі частини, які дали рішучу відсіч. Більша частина парашутистів загинула у збитих літаках. Ті, хто залишився у живих (близько 60 осіб), окопалися на схилі гори, яку повинні були захопити, та продовжували вести бій у складних умовах ще 4 дні, доки не скінчилися усі боєприпаси. Після чого десантники, яких на той момент лишалося 34, були змушені здатися у полон.
Оскільки ця операція провалилася, командування ВМФ заявило, що угруповання у Нарвіку може бути знищене. Герінг сповістив Гітлера, що постачання частин по повітрю неможливо через погану погоду. Незабаром британці захопили Нарвік. Гірські єгері, десантники та моряки з потоплених кораблів, що залишилися в живих, відійшли у гори, де закріпилися й відбивали усі атаки. А за тиждень англійці під впливом звісток із Франції про важкі бої евакуювали свій корпус.

### Бельгія та Голландія
При організації оборони розрахунок бельгійців ґрунтувався на тому, що німецька армія надовго зав'язне в павутині укріплень (подібно до того, як це трапилося у 1914-му), надавши англо-французьким військам час на стратегічне розгортання. Крім укріплень, на шляху німецьких військ простягалася мережа рік і каналів, обладнаних системою екстреного затоплення прибережних районів водою з Північного моря через шлюзи. Без оволодіння вищезгаданими переправами у недоторканому стані німці не змогли б витримувати заданий темп просування на захід, звідки тим часом підійшли б основні сили союзників — англо-французькі армії.
Водночас у німецькому Генштабі підсумки Першої світової війни пам'ятали занадто добре. Після завершення Норвезької операції усі парашутні частини були спрямовані на участь у двох самостійних десантних операціях у Північній Бельгії та Голландії, які за задумом певною мірою доповнювали одна одну. Усього в операції брали участь 6 800 парашутистів, яких десантували на різні ділянки фронту. До початку операції 7-ма й 22-га дивізії були зведені до імпровізованої повітрянодесантної корпусної групи під загальним керівництвом командувача 2-м повітряним флотом генерала А.Кессельрінга.

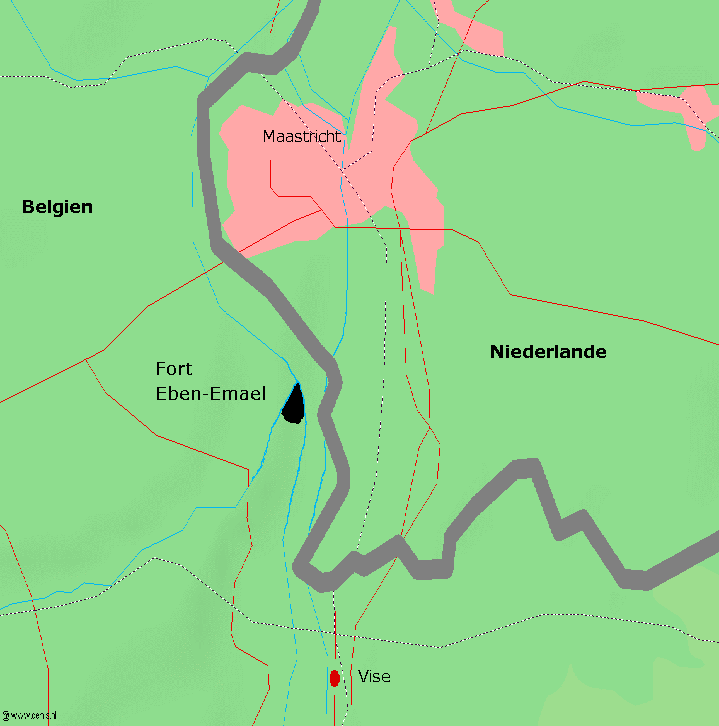
Схема розташування фортеці Ебен-Емаль біля кордону

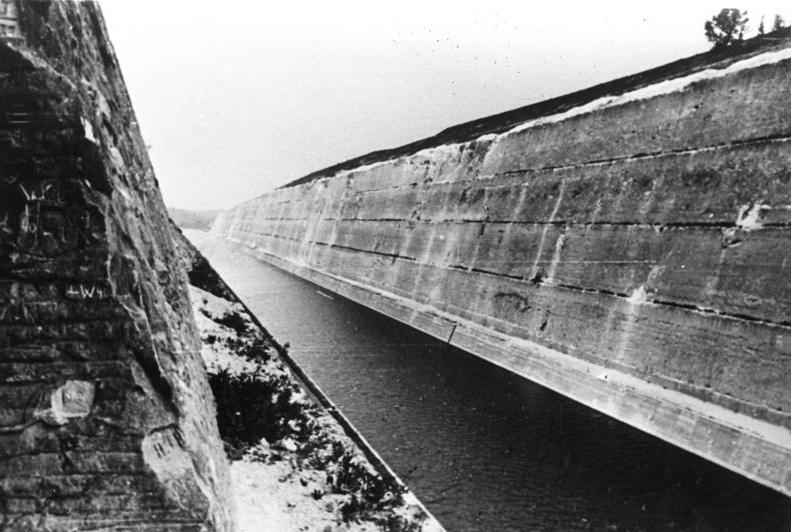
Форт Ебен-Емаль

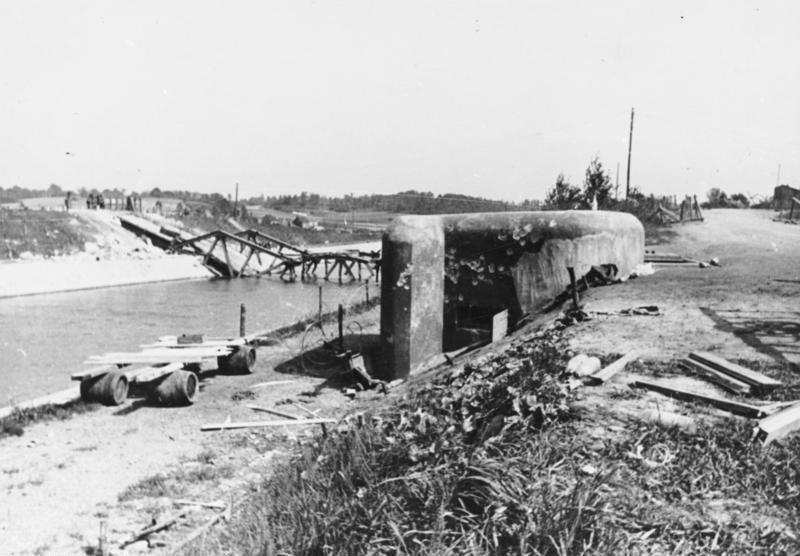
Форт Ебен-Емаль після бою. 23 травня 1940

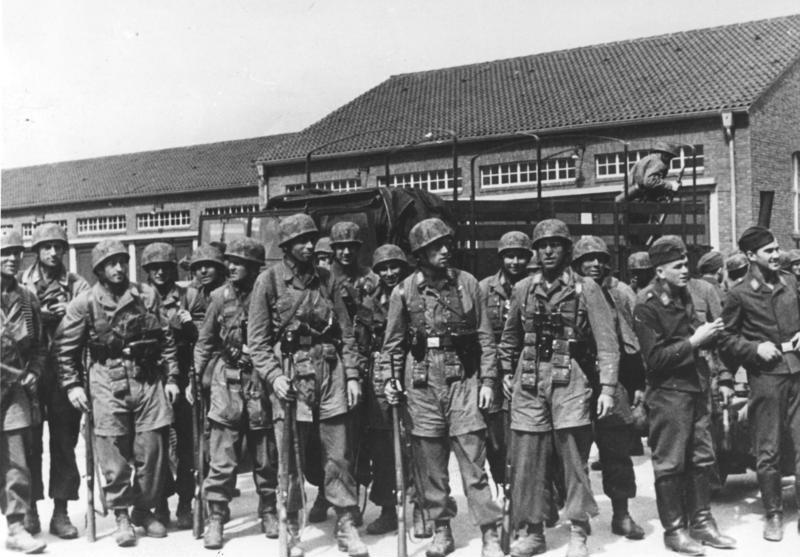
Німецькі парашутисти, які захопили неприступну фортецю

#### Ебен-Емаель
Вторгнення до Бельгії в травні 1940 року стало найбільш вражаючим тріумфом німецьких парашутистів. Під командуванням Штудента вони провели ретельно сплановану операцію з утворення пролому в системі потужних оборонних укріплень на бельгійському кордоні, що будувалася з урахуванням досвіду Першої світової війни. Її ядром був прикордонний напівпідземний форт Ебен-Емаель та потужні фортеці Льєж і Антверпен.
Гарнізон Ебен-Емаеля мав 18 артилерійських гармат, розміщених у бетонних казематах зі стінами двометрової товщини. Його східний фас становив одне ціле із набережною каналу, а три інші боки були оточені протитанковим ровом чотири метри завширшки. Озброєння форту складалося з 2-х 120-мм та 16-ти 75-мм гармат F.R.C Modèle 1935, а також значної кількості позицій із протитанковими засобами, мінометами та кулеметними точками. Гарматні башти у випадку бомбардування могли повністю спускатися під землю за допомогою електромоторів. Форт навіть мав захист від газових атак. Тому він міг стати міцним горішком на шляху будь-якої армії, особливо якщо врахувати, що збереження високих темпів наступу було основним фактором стратегії «бліцкригу». До того ж, гармати цього монстра інженерної ідеї прикривали три стратегічно важливих мости з Рурського басейну до бельгійського узбережжя: Вельдвезельтський, Вренховенський і Канський. Всі мости були підготовлені до вибуху, дистанційно керованому з КП Ебен-Емаеля.
Після детального обговорення ситуації, яка склалася, з оберстом Б.Броєром Штудент вирішив створити для захоплення форту Ебен-Емаель спеціальну штурмову групу на чолі з гауптманом Вальтером Кохом, для чого той отримав у своє розпорядження власну роту зі складу I/FJR 1 та саперну роту обер-лейтенанта Р.Вітціга з II/FJR 1. Загальна чисельність групи склала 11 офіцерів, а також 427 унтерофіцерів і солдатів. При підготовці до виконання операції у таборі Гідельсгайм під Дессау був побудований точний макет форту в масштабі 1:1. Тренування на ньому проводилися протягом зими 1939.
Загін був поділений на 4 групи. Штурмова група «Granit» («Граніт»), чисельністю 85 чоловік, під командуванням сапера обер-лейтенанта Вітціга призначалася для безпосередньої атаки форту. Крім стрілецької зброї, на озброєнні цієї групи перебували чотири ранцевих вогнемети Flammenwerfen 40, трофейні польські 7,92-мм протитанкові рушниці UR wz.35, толові шашки й потужні саперні кумулятивні заряди вагою до 50 кг з бронебійністю до 210 мм. Цими зарядами німці мали намір вивести з ладу броньові куполи башти форту.
Група «Сталь» була націлена на захоплення Вельдвезельтського мосту, група «Бетон» — Вренховенського мосту, група «Залізо» — Каннського мосту. У випадку успішного оволодіння цими пунктами групам пропонувалося за будь-яку ціну утримувати їх до підходу основних сил. Всі акції повинні були здійснюватися за допомогою планерів — на відміну від Голландії, де планували здійснювати десантування парашутним способом. Це пояснювалося тим, що площа форту не перевищувала одного квадратного кілометра, й існувала необхідність прицільного десантування парашутистів, не витрачаючи часу на збір. Усе вирішували лічені секунди — більше часу бельгійці б не дали.
Рано-вранці 10 травня 1940 перед прибуттям планерів з десантом до району Ебен-Емаеля німецька авіація скинула на форт велику кількість димових бомб, поставивши щільну завісу. Першими приземлилися групи «Бетон» і «Сталь», о 5:15 і 5:20 ранку відповідно. Вони більш-менш легко захопили свої цілі, але їхня радість була передчасною — весь день їм довелося відбивати люті контратаки бельгійців. Лише о 21:40 до них підійшли основні сили Вермахту й перейняли естафету.
В Ебен-Емаелі знали про наступ німців, але вважали, що перебувають у безпеці — форт був далеко від лінії фронту.
Група «Граніт» була вишикувана на аеродромі о 3:30 ночі, а о 5:20 ранку Ю-52 відчепили 11 планерів DFS 230 над фортом. Висадка пройшло вдало — тільки 2 планери промахнулися повз форт. Бельгійці зовсім не очікували нічого подібного — навіть вогонь по планерах, які приземлилися на дах форту, не відкрили. Атака почалася без гаяння часу: планери ще не зупинилися повністю, як відкрилися двері й з них посипалися десантники зі зброєю та кумулятивними зарядами. З цього моменту для гарнізону Ебен-Емаель почалося справжнє пекло.
Німці перш за все завалили виходи з бункерів вибухами динамітних шашок, після чого розправилися з артилеристами, вкидаючи до амбразур та вентиляційний колодязів гранати. У броньових ковпаках проломи пробивали кумулятивними зарядами, потім діяли гранатами або вогнеметами. Гармати, що стирчали з укріплення, виводили з ладу, вставляючи усередину заряди вибухівки, які розпорювали стволи до казенної частини. Таким чином, протягом лічених хвилин 7 казематів і 13 гармат, у тому числі усі 120-мм, були знищені. Все це відбувалося при мінімальній протидії захисників Ебен-Емаеля — лише в одному місці парашутистів затримав кулеметний вогонь з бункера, але сусідня група ліквідувала його, зайшовши з іншого боку. Гарнізон Ебен-Емаель, якій багаторазово переважав німців за чисельністю (1200 чоловік) у відкритий бій з противником вступити не міг — усі виходи були зруйновані. О 5:40 командир групи передав по радіо: «Успішно досягли об'єкта атаки. Усе розвивається за планом.»
Бельгійські війська, дислоковані на околицях, оговталися та почали контратаку при підтримці гармат. Десантникам довелося сховатися в покинутих казематах, надавши літакам прикриття можливість самотужки розбиратися з атакуючими бельгійцями.
Німці протрималися у форті всю ніч з 10 на 11 травня, відсидівшись під землею, після чого до них підійшов на допомогу саперний батальйон. Одержавши підкріплення, німці почали штурм укриттів й гармат противника, що залишалися. Незабаром підійшли передові частини і форт капітулював, усього за 24 години від початку вторгнення до Бельгії, відкривши тим самим дорогу німецьким військам углиб країни.
Останній групі «Залізо» випала найважча доля. На момент їхнього приземлення міст був вже висаджений у повітря, а сама група потрапила під обстріл з останніх башт Ебен-Емаеля. Підрозділ витримав декілька великих контратак, перш ніж о 23:30 до них підійшли передові частини Вермахту.
Переправи через канал Альберта та більшість мостів протягом доби були взяті й збережені від руйнування, піхота й танки ринулися ними до відкритого французького кордону.

#### Голландія
На «фортецю Голландія», що рясніла зручними для оборони природними перешкодами, на кшталт рік, каналів і шлюзів, було вирішено скинути кілька десантів. Чисельність групи, виділеної проти Бельгії, не перевищувала 500 чоловік, у Нідерланди ж скинули учетверо більше парашутистів, не враховуючи 22-ї авіадивізії, що призначалася для посилення десанту першої хвилі. Основними цілями десанту були мости у Мурдейку та Дордрехті, а також аеродроми у Ваалхавені та Валкенбурзі. При плануванні німці не знали, що голландці зробили правильні висновки зі скандинавської кампанії й стягли до района Валкенбурга значні сили.
Захоплення аеродрому у Ваалхавені було дуже важливе тому, що саме на нього повинна була висаджуватися посадочним способом 22-га дивізія. Попри те, що парашутисти потрапили під вогонь безпосередньо під час приземлення, їм пощастило під час короткого бою захопити свою ціль. Вони практично миттєво взяли мости й утримали їх до прибуття основних сил.
У Валкенбурзі усе склалося куди гірше. Голландці, що очікували нападу з повітря, відкрили вогонь по літаках парашутистів, коли ті з'явилися в зоні видимості. Втративши кілька десятків літаків, німці почали висадку другого ешелону посадочним способом, посадивши літаки біля аеродрому. Однак лісовий ґрунт аеродрому виявився занадто м'яким, аби витримати вагу транспортника. Смуга швидко заповнилася загрузлими літаками. Кілька літаків спробували сісти прямо на аеродромі, але посадочна смуга була загороджена в'язками колод, завбачливо встановленими голландцями. Після перекидання декількох літаків німці змушені були відступити. А через запеклий опір голландців довелося відступити й тим парашутистам, яким вдалося висадитися.
Відразу після захоплення Ваалхавена туди прибув Штудент, особисто взявши участь у бою. А 14 травня Голландія капітулювала. Захопити голландську королеву не вдалося — англійці евакуювали її на есмінці. В цілому операція вдалася — країна була захоплена у найкоротший термін. Були навіть захоплені новітні англійські винищувачі «Спітфайр». За іронією долі Штудент не зміг розділити тріумфу своїх людей — 14 травня його та групу офіцерів супроводження помилково обстріляли солдати з частини СС. Генерал був поранений у голову та відправлений до шпиталю у важкому стані.
Таким чином, застосування повітрянодесантних військ у війні проти країн Заходу завершилося повним успіхом, досягнутим ціною невеликих втрат — 290 убитих, 480 поранених і 439 зниклих безвісти. Потужна підтримка з боку парашутистів стала основним фактором успіху бліцкригу. Головний висновок із цієї кампанії — фактором успіху був стрімкий підхід головних сил на допомогу частинам, які висадилися.
Успіхи 7-ї повітряної дивізії в Голландії та Північній Бельгії спонукали німецьке верховне командування збільшити чисельність парашутних військ. На початку літа 1940 року XI повітряний корпус був перетворений на повітрянодесантний. У нього увійшли: колишня 7-ма повітряна, а тепер повітрянодесантна дивізія у складі 1-го, 2-го й 3-го парашутно-піхотних полків, одного винищувально-протитанкового парашутного батальйону, однієї артилерійської парашутної батареї (згодом артилерійський парашутний дивізіон), одного парашутно-саперного батальйону й одного парашутного батальйону зв'язку. Ця дивізія була винятково парашутним з'єднанням. У корпус також увійшли 16-та піхотна дивізія сухопутних військ та штурмовий полк, що був навчений як для дій з парашутом, так і для перекидання на планерах, і який підпорядковувався безпосередньо командуванню корпусу.
Командиром корпусу призначили Курта Штудента, якій повернувся до строю у січні 1941, з одночасним поданням останнього на отримання чину генерала парашутних військ: до того часу Гітлер, за свідченням міністра озброєнь Альберта Шпеєра, вважав Штудента «одним з найенергійніших воєначальників». На посаді командира 7-ї авіадивізії його змінив генерал-майор Вільгельм Зюссманн.

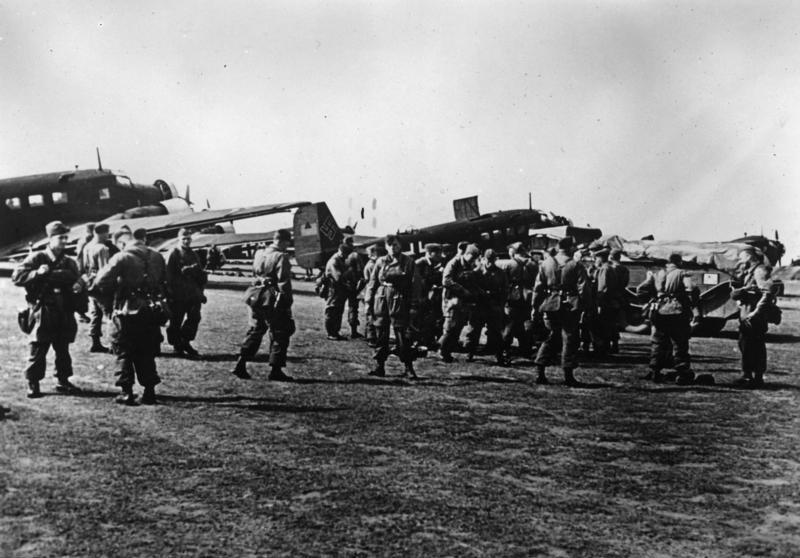
Перед висадкою на Коринфський канал

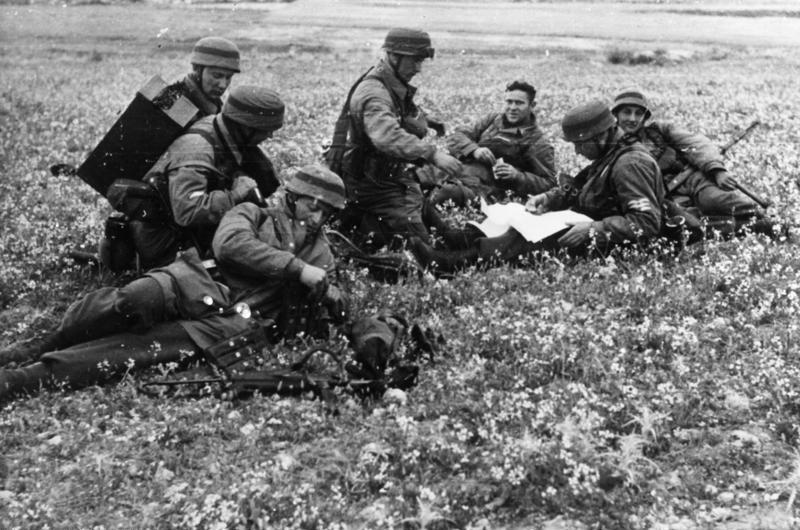
Після захоплення каналу

### Греція
Після скасування плану вторгнення в Англію парашутистів направили у квітні 1941 року на Середземноморський театр воєнних дій, де вони взяли участь у вторгненні в Грецію. Після розгрому об'єднаних англійських і грецьких сил, англійці відступали у південному напрямку — на півострів Пелопоннес, з'єднаний з материком вузьким перешийком Істм. Останній був перерізаний глибоким Коринфським каналом. Частини британців, що відступали, прагнули досягти Пелопоннесу раніше за німців і встигнути організувати на його узбережжі оборону, аби за будь-яку ціну закріпитися на материковій частині Греції — традиційній сфері британських інтересів. Тому англійці намагалися якомога швидше перейти через канал єдиним мостом, підірвати його та окопатися на іншому березі. У разі успішного здійснення цього плану вибити їх звідти було б практично неможливо — канал був занадто глибокий, а його високі береги, «одягнені» у граніт, не дозволяли швидко подолати цю природну перешкоду. До того ж, глибина каналу становила близько 30 метрів.
Виходячи з цього, німецьке командування вирішило зірвати план противника та «запечатати» його на півночі від Коринфського каналу, зайнявши перешийок раніше за англійців. В операції взяли участь 2 батальйони 2-го парашутного полку, які повинні були десантуватися на обидві сторони мосту.
Однак німці прийняли рішення про проведення операції занадто пізно — майже 25 000 британців до ранку 26 квітня встигли перейти міст, залишивши на ньому заслін з грецького та англійського батальйонів.
Проте, операція почалася 26 квітня 1941 о 5:00 ранку.
Взвод лейтенанта Ганса Тойзена 6-ї роти 2-го батальйону, який мав завдання щодо безпосереднього захвату мосту, о 4:30 завантажився на 6 планерів. Двома годинами пізніше бомбардувальники завдали удару по військах англійців, а о 7:40 шістка планерів DFS 230 під шквальним вогнем приземлилася на мосту. Парашутисти швидко впоралися з охороною, захопивши 80 полонених і 6 гармат. Однак систему підриву мосту німці не стали виводити з ладу, розраховуючи у випадку невдалого результату операції підірвати його.
Тим часам 40 Ю-52 висадили десант на північних і південних берегах, з метою затримати противника та надати підтримку групі Тойзена. Операція була практично вже завершена, коли фортуна для німців раптом змінилася — по мосту раптово відкрила вогонь замаскована у двохстах метрах від нього 40-мм англійська зенітна гармата «Бофорс» L60. Від влучення одного зі снарядів здетонував укріплений на опорі мосту заряд вибухівки й міст звалився у воду разом з десантниками, що перебували на ньому. При вибуху загинуло багато людей Тойзена, а сам він був поранений.
Група парашутистів, яка залишилася в живих та була оточена переважаючими силами англійців, могла бути легко знищена. Але противник, сповіщений про появу у нього в тилу нових груп парашутистів, нервував.
Командир групи Тойзен використав сформовану ситуацію — зустрівшись з англійським офіцером, що очолював підрозділи біля мосту, він нахабно заявив, що його група є авангардом вторгнення, а незабаром очікується прибуття дивізії, підтриманої пікірувальниками Ю-87. Англійці повірили цій погрозі, в результаті поранений і обпалений Тойзен тріумфально прийняв капітуляцію гарнізону.
Обидва парашутних батальйони тим часом теж не сиділи склавши руки — 2-й парашутно-десантний батальйон 2-го полку після довгого бою з противником, що постійно контратакував, зумів оволодіти містом Коринф з розташованою на його околиці авіабазою, створивши плацдарм для продовження наступу на південь.
Підсумком операції стало нагородження Тойзена Лицарським хрестом за захоплення плацдарму на південному березі Коринфського каналу. Втрати парашутистів склали 80 чоловік убитими й зниклими безвісти, 160 отримали поранення. Замість висадженого мосту за два дні сапери навели понтонну переправу, якою на південь ринулися німецькі танки. У полон потрапило близько 12 000 англійців і греків, але основним силам Британського експедиційного корпусу (близько 50 000 чоловік) вдалося вирватися на Крит.
Британців просто витісняли з материку — у самому Пелопоннесі в полон потрапили тільки дві тисячі союзних солдатів, які не встигли евакуюватися; крім того, британські війська кинули напризволяще в Греції практично все важке озброєння. Якби Гітлер, що особисто віддав наказ на висадку десанту, зробив це двома днями раніше, експедиційний корпус мав би опинитися повністю заблокованим на півночі від Коринфського каналу й потрапити в полон у повному складі, що знекровило б англійські сили на Близькому Сході й вплинуло на хід усієї Північно-африканської кампанії.
Однак на цьому тріумфальний марш німецьких парашутистів скінчився: попереду була Критська операція.

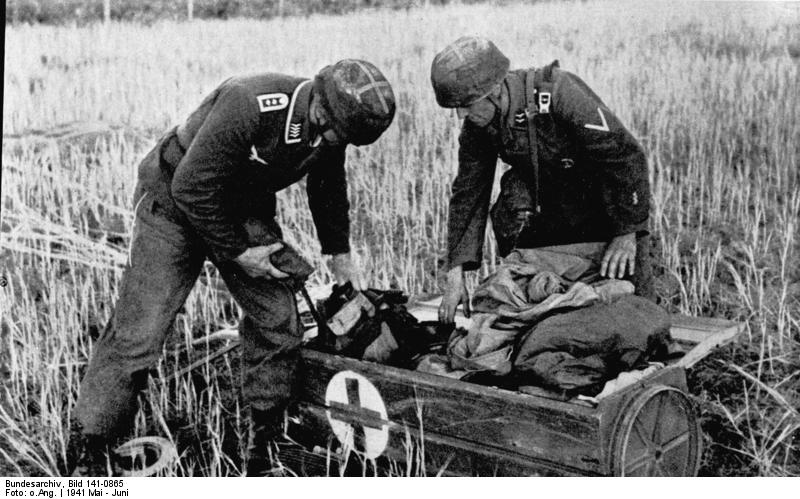
Десантники на Криті. Операція «Меркурій». Травень 1941

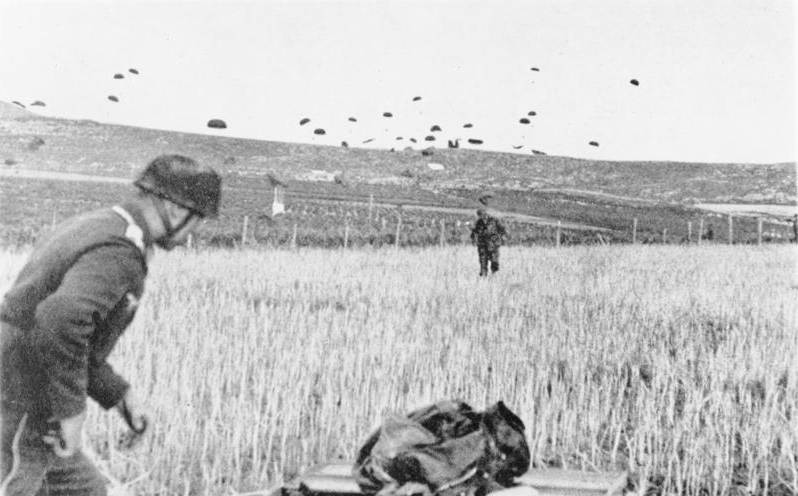
Десантники на Криті. Операція «Меркурій». Травень 1941

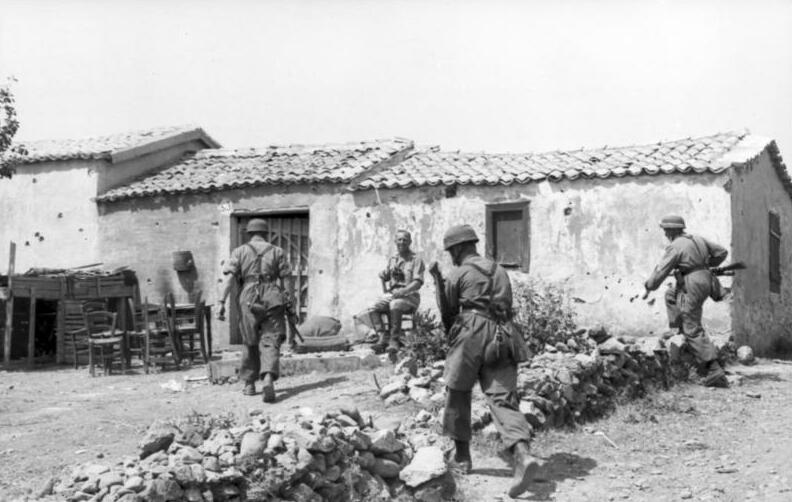
Десантники на Криті. Операція «Меркурій». Травень 1941

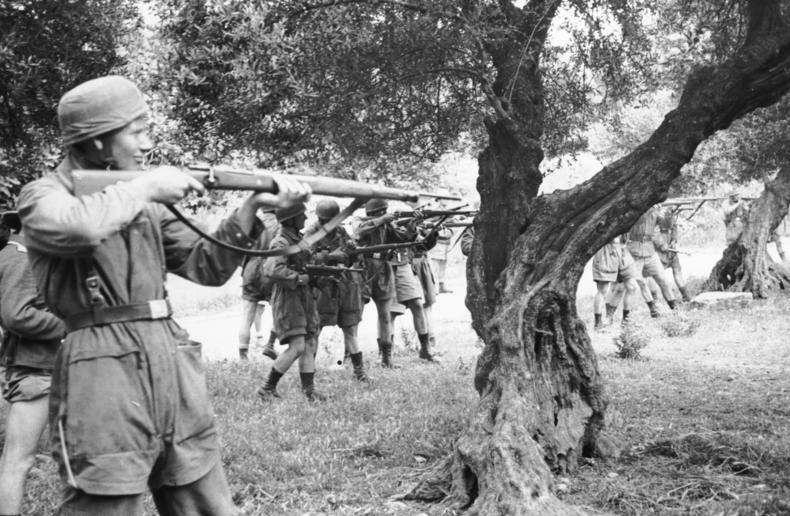
Десантники на Криті. Операція «Меркурій». Травень 1941

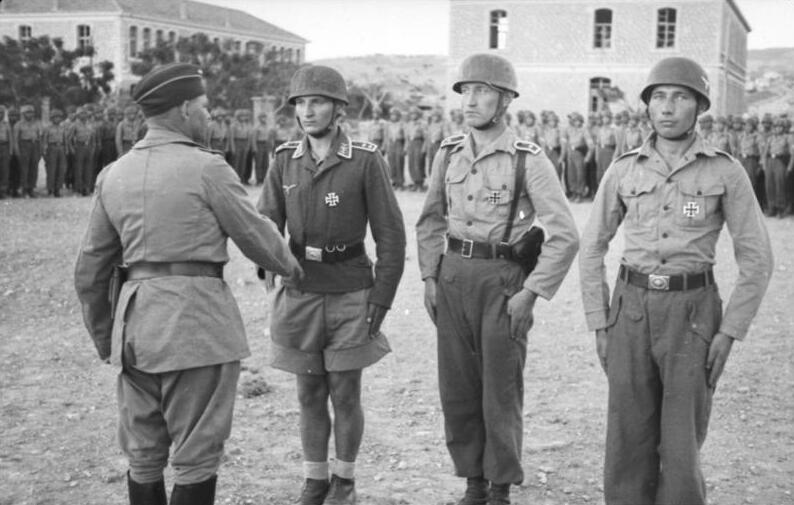
Нагородження учасників десанту на Крит. 9 липня 1941

#### Десант на Крит
У період з 20 травня по 1 червня 1941 року німцями була проведена одна з найбільших операцій десантних військ — Операція «Меркурій».
Англійці зуміли вивезти з острова не більше 15 тис. чоловік. Безпосередньо англійці втратили 612 вбитих, 5135 полонених і 1224 поранених; новозеландці — 671 загиблий, 2180 полонених і 967 поранених; австралійці — 450 убитих, 3000 полонених. Найбільші втрати понесли греки — з острова змогло евакуюватися лише 4 тис. чоловік з 11 тис.
На військових кораблях англійських ВМФ загинуло близько 2 тис. чоловік.
Втрати, понесені десантниками при висадці на добре укріплений острів з великим гарнізоном, що підготувався до відбиття нападу з повітря, практично знекровили війська Штудента: за два тижні боїв 7-ма та 5-та дивізії й, крім того, корпусні частини XI авіакорпусу втратили 2 124 загиблими (у тому числі командира 7 пдд — генерал-лейтенанта В.Зюссманна, що загинув у планері, який розбився об скелі), 1 917 чоловік зниклі безвісти, 2 640 було поранено та 17 було захоплено в полон.
Усього за німецькими даними втрати склали: 6 698 чоловік. Командир десантно-штурмового полку генерал-майор Майндль одержав важкі поранення в груди й живіт, але згодом зумів повернутися до строю. Загальне зменшення особового складу досягло 40 %. З майже 800 військово-транспортних літаків, що брали участь в операції, в строю лишилося 185. Було знищено 80 «Юнкерсів», ще кілька десятків не підлягало ремонту. Після завершення Критської операції 7-ма дивізія була виведена до резерву і спрямована в зону Східного фронту на відпочинок і переформування. Приблизно в цей же час її перейменували на 1-шу парашутну.
Захоплення Криту призвело до критичного ослаблення позицій Великої Британії в басейні Середземного моря уперше з 1797 року. Крім того, це був один з найблискучіших успіхів повітрянодесантних військ взагалі. Але Гітлер заборонив надалі проводити великомасштабні десанти, враховуючи втрати, понесені десантниками. В одній зі своїх розмов з Куртом Штудентом Гітлер сказав:
Крит показав, що дні парашутистів закінчилися.
У результаті елітні війська опинилися не при справах і аж до кінця війни воювали як добірна піхота.

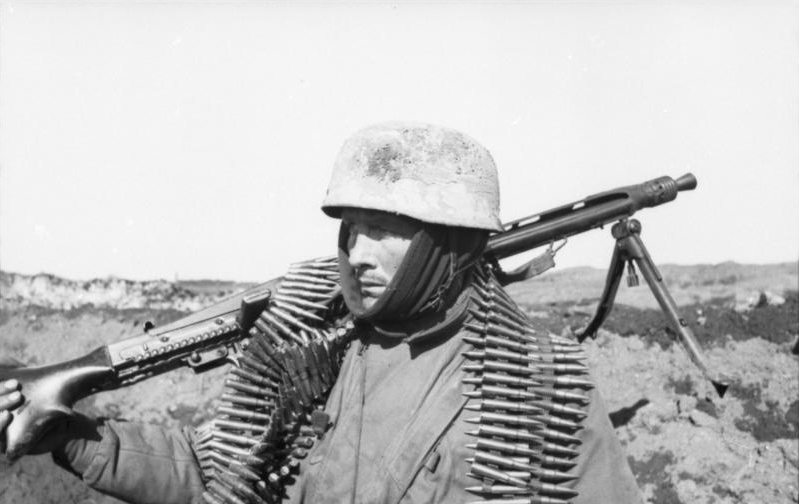
Німецький парашутист з кулеметом MG-42. XI повітряний корпус. Радянсько-німецький фронт. 1943

Остання велика операція німецьких повітрянодесантних військ дала могутній поштовх до народження аналогічних підрозділів в інших країнах, зокрема в Англії та США, де раніше до цього роду військ ставилися з презирством.

### 1941—1945
У період 1941—1945 німці сформували 14 парашутних дивізій (з 1-ї по 11-ту та з 20-ї по 22-гу), три корпусних командування та навіть командування 1-ї парашутної армії, а також декілька окремих бригад, бойових груп і одну імпровізовану дивізію змішаного складу, створену в Північній Африці 1943 року, які здебільшого являли собою вже цілком традиційні загальновійськові з'єднання, слабко пристосовані для десантування з повітря. У новій для себе якості десантники боролися як і раніше вкрай непохитно, заслуживши поважне прізвисько «зелених дияволів», яким їх нагородили англійські та американські вояки.

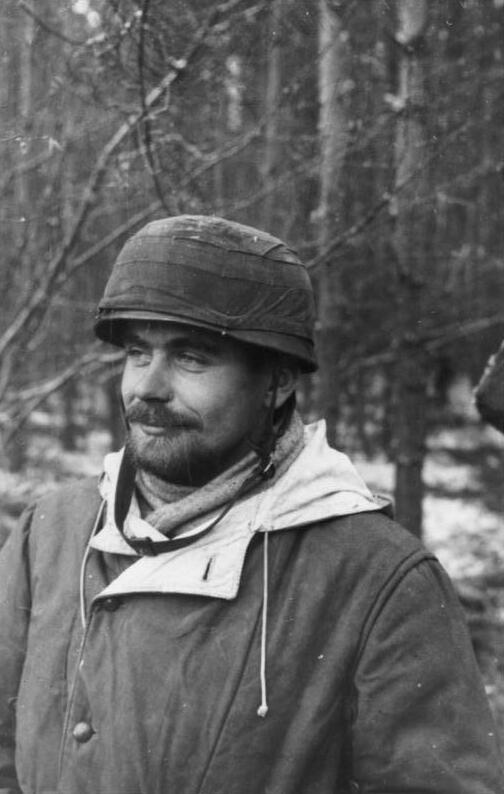
Німецький парашутист. Кропивницький. Грудень 1943

Відповідну повагу з боку німецьких парашутистів продемонструвала перша ж їхня зустріч віч-на-віч з десантниками противника. Під час висадки британського десанту в Тунісі деякі британці отримали серйозні травми та були відразу захоплені німцями. Замість того аби поводитися з ними, як того вимагала особлива директива Гітлера, яка прирівнювала будь-якого іноземного військовослужбовця, який спускався з парашутом, до злочинця й терориста, та підлягав негайному знищенню, німецькі десантники надали пораненим британцям медичну допомогу, залишили запаси їжі, води та цигарок і передали під варту.
Коли ж охоронці (військовослужбовці однієї з танкових дивізій) вирішили було виконати наказ Гітлера та розстріляти полонених, десантники знову взяли ув'язнених під свій захист. Командир десантного батальйону пішов навіть на те, що відправив британців у табір військовополонених в Італії, причому у супровідних документах нічого не говорилося про їхню належність до повітрянодесантних військ. Як наслідок, поранені в Тунісі британські десантники виявилися єдиними бійцями повітрянодесантних військ союзників, які потрапили в полон і залишилися в живих.
Наприкінці липня 1942 для дій в Африці була сформована так звана бригада Рамке в складі чотирьох посилених батальйонів, які також називалися «бойовими групами». Навесні 1943 року із залишків бригади Рамке була створена 2-га парашутна дивізія, що мала таку ж організацію, як і 7-ма повітряна дивізія, перейменована тепер в 1-шу парашутну дивізію.
Після цього німецькі стрільці-парашутисти знайшли собі застосування лише у вересні 1943 року. Це була не велика десантна операція одного з'єднання, а цілий ряд невеликих справ, які стали необхідними у зв'язку з висадкою десанту союзників у Сицилії та капітуляцією Італії.
Навесні 1942 року 7-ма дивізія, що використовувалася як звичайна піхота під час блокади Ленінграду, зазнала значних втрат, у тому числі й серед останніх учасників захоплення Криту, та була відправлена на південь Франції на переформування. 1-ша парашутна дивізія, як вона стала тепер називатися, перейшла під прямий контроль верховного командування й вирушила до Італії, де так і не змогла перешкодити наступу союзників, втративши до дев'яти десятих свого особового складу. 3-й та 4-й її полки були передислоковані спочатку на Сицилію, а дедалі до континентальної Італії, для того щоб перешкодити висадці там союзних військ на Салернському плацдармі.
3-й парашутно-десантний полк брав участь у цих бойових діях разом з іншими частинами 1-ї парашутної дивізії. Одна бойова група 2-го парашутно-піхотного полку відразу ж після капітуляції Італії атакувала з повітря ставку італійського верховного командування у Монтеротондо. Друга бойова група раптовим ударом з повітря захопила острів Лерос в Егейському морі, а інші зайняли також острів Ельбу.

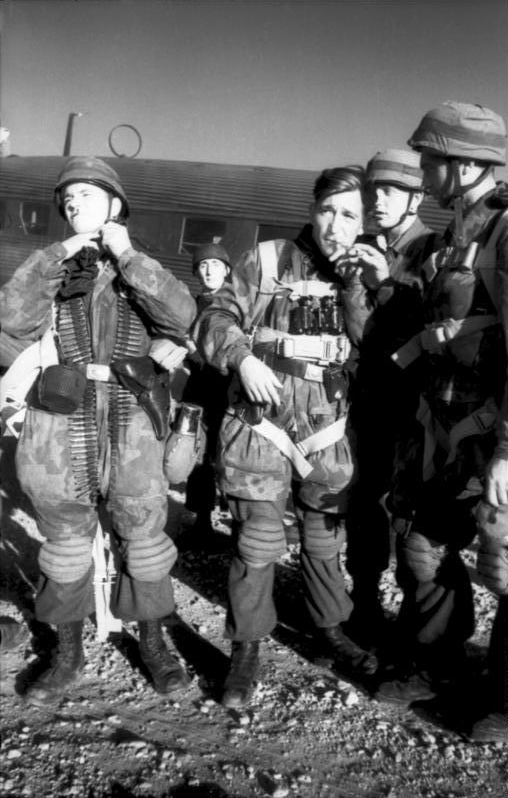
Німецькі десантники перед посадкою на борт Ю-52. Додеканеська кампанія. Листопад 1943

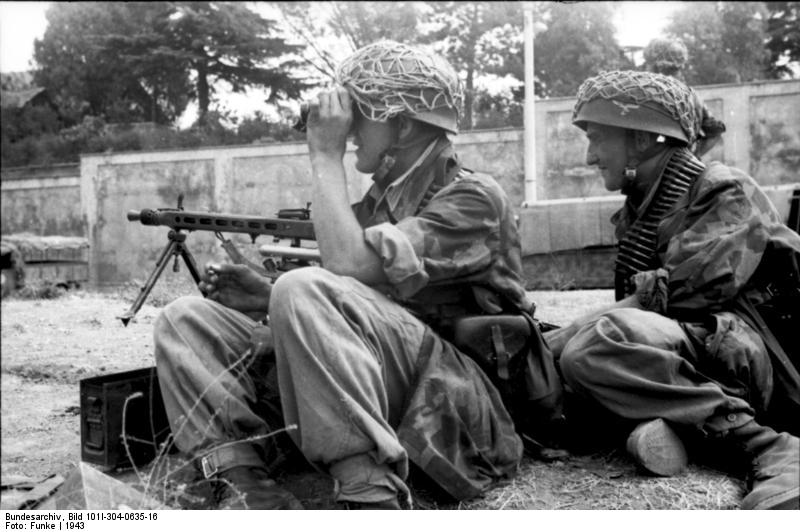
Десантники з кулеметом MG-42. Сицилія. 1943

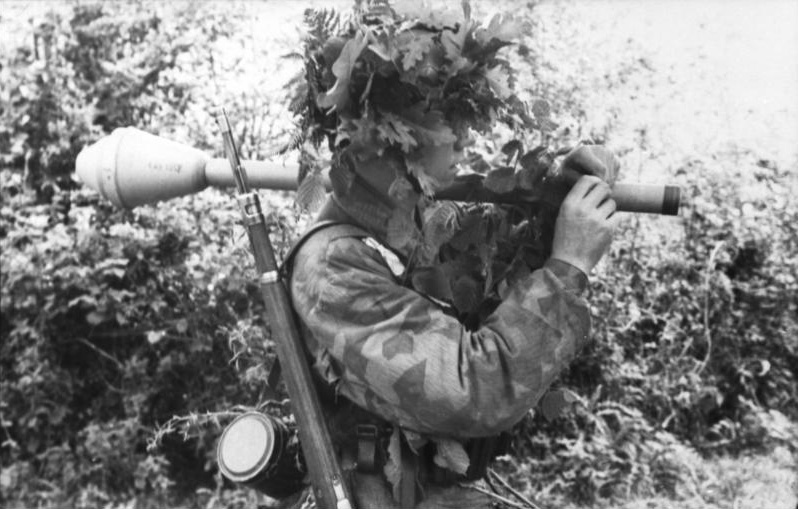
Німецький десантник з «Панцерфаустом». Нормандія. 1944

12 вересня одна з рот 7-го полку під час проведення операції «Дуб» разом із загоном командос СС-оберштурмбанфюрера Отто Скорцені висадилися на планерах у високогірському районі Гран-Сассо та звільнила Муссоліні з ув'язнення у готелю «Кампо Імператоре».
1-ша парашутна дивізія, що залишилася після боїв під Салерно в Італії, розгорнулася на лінії Густава. Втративши в боях та під бомбардуваннями до дев'яти десятих свого складу, десантники утримували монастир Монте-Кассіно до 17 травня 1944, коли отримали наказ відступити слідом за залишками інших частин.
6 червня 1944 року, коли союзники висадилися у Нормандії, 3-тя та 5-та парашутні дивізії були перекинуті до Франції, де 3-тя зайняла позиції у Сен-Ло, а 5-та — між Мортанем і Аржантаном. До 11 червня для посилення оборони Бреста зі Східного фронту була підтягнута й 2-га парашутна дивізія. Переформована після нормандських боїв, вона потрапила в Рурський котел, де боролася до капітуляції Німеччини в травні 1945 року.
У грудні 1944 року, коли результат війни був уже вирішений і боротьба велася на німецьких кордонах, німецькі парашутисти повинні були провести ще одну й цього разу останню операцію. Під час наступу в Арденнах одна бойова група, створена спеціально для цього випадку, отримала завдання зайняти проходи через важкодоступний гірський район Ейфель на дорогах Верв'є—Мальмеді й Ейпен—Мальмеді, аби забезпечити просування з'єднань 6-й танкової армії СС, яка наступала на Льєж. Тільки чверті всієї бойової групи, що вилетіла з району Падерборна, вдалося досягти місця висадки. Ця невелика група людей, що загубилася в лісах, запекло боролася там протягом цілих шістьох днів доки не закінчилися боєприпаси і продовольство й солдати самі не змушені були розсіятися.
Усього в ході Другої світової війни близько 54 449 парашутистів загинуло та близько 8 000 зникло безвісти.
За часи Другої світової війни 134 десантники були удостоєні звання кавалерів Лицарського хреста Залізного хреста — 24 за участь в операціях на Заході, 27 — за Критський десант. Зі 134 осіб, 14 отримали Лицарський хрест з дубовим листям, 5 — з дубовим листям та мечами й 1 — з дубовим листям, мечами та діамантами.

### Парашутна частина військ СС
У ході Другої світової війни було зроблено декілька спроб створити парашутну частину військ СС. Причому основним поштовхом для прийняття такого рішення послужила операція з порятунку Муссоліні восени 1943.
Повне найменування даного підрозділу було «500-й парашутно-десантний батальйон СС» (нім. SS Fallschirmjagerbatallion 500). Перший командир — СС штурмбанфюрер Герберт Гільгоффер. У десант набиралися винятково добровольці, у тому числі і з числа військовослужбовців СС, засуджених за дисциплінарні вчинки.
Батальйон складався з п'яти рот — три піхотні, рота важкої зброї й штабна рота. Загальна чисельність — 1000 чоловік.
У листопаді 1943 особовий склад приступив до повітрянодесантної підготовки в містечку Матарушка-Баня, біля Сараєво, і після завершення навчання батальйон протягом трьох місяців брав участь у боях проти партизанів на території Югославії.

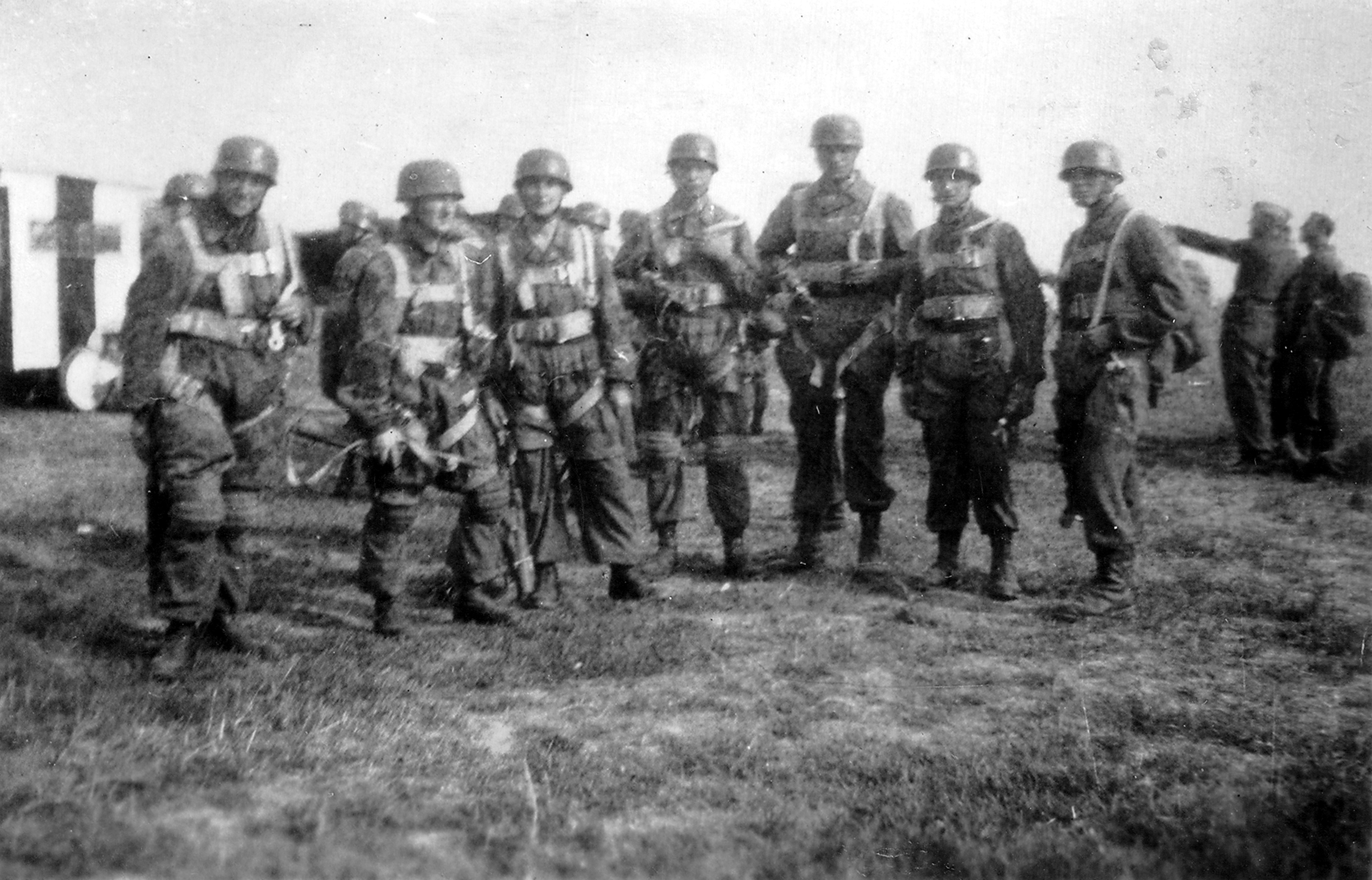
Німецькі парашутисти

У середині квітня 1944 у батальйоні з'явився новий командир — СС гауптштурмфюрер Курт Рибка й почалася підготовка до антипартизанської повітрянодесантної операції «Хід конем». Основна мета операції — знищення штабу партизанського руху в Югославії й особисто маршала Йосипа Броз Тіто. Це була велика військова операція — крім парашутистів у ній брали участь частини 1-ї гірсько-піхотної дивізії, 7-ї дивізії СС «Принц Ойген», 92-й піхотний полк, хорватська піхотна дивізія, частина з'єднання «Бранденбург-800». Необхідність застосування десанту полягала у тому, що ціль, тобто штаб розташовувався у важко доступній місцевості, причому укріпленій та насиченій партизанами.
Операція почалася 25 травня 1944. Десантування здійснювалося двома хвилями: перша хвиля (загальна кількість 314 чоловік) висаджувалася на парашутах і готувала плацдарми для посадки планерів DFS 230 з десантом другої хвилі (близько 400 чоловік). Але операція не досягла своєї мети. Штаб партизанського руху Югославії уцілів. Втрати парашутистів СС склали 400 чоловік.
29 червня 1944 батальйон був перекинутий на Східний фронт. Планувалася операція із захоплення острова Ааланд. Згодом ця операція була скасована. Після цього батальйон переведений під Нарву до складу 3-го танкового корпусу СС.
У Прибалтиці батальйон узяв активну участь у боях. Особовий склад застосовувався, як танковий десант в атаках на шосе Каунас-Вільнюс з метою прориву до оточеного у Вільнюсі 11-го армійського корпусу та забезпечення його евакуації. Важкі бої на підступах до литовської столиці, у яких брав участь батальйон, дозволили німцям деблокувати й вивести війська, що перебували там. Втрати батальйону були величезні — у строю залишалося лише близько 90 чоловік. Після декількох днів відпочинку, у вересні 1944, залишки батальйону брали участь у боях у районі міста Мемеля (Клайпеда) з метою призупинення наступу радянських військ.
15 жовтня 1944 частина особового складу цього підрозділу під командуванням Отто Скорцені була задіяна в операції «Панцерфауст», у результаті якої угорський регент адмірал М. Горті був зміщений і Угорщина залишилася союзником рейха.
У грудні 1944 частина підрозділу брала участь в операції «Грейф» в Арденнах знову під командуванням О. Скорцені. Усього в ній брало участь понад 3 тисячі есесівців, переодягнених, у порушення міжнародних правил, в американську військову форму. Команда була забезпечена танками, американськими вантажівками й джипами. Їй ставилося завдання, вклинившись у бойові порядки противника, сіяти паніку серед союзників і робити диверсійні акти. Однак дана операція не мала істотного впливу на хід військових дій.
У березні 1945 року, після Арденн, батальйон брав участь у боях на Одерській ділянці Східного фронту, у районі Шведт-Цеден. На останньому етапі війни частина фахівців-десантників батальйону була залучена до підготовки особового складу диверсійних загонів проєкту «Цепелін».
Основна ж частина залишків батальйону билася в оточеному Берліні. При відступі від радянських військ в землі Мекленбург на захід, батальйон здався в полон американцям у районі Гагенова.

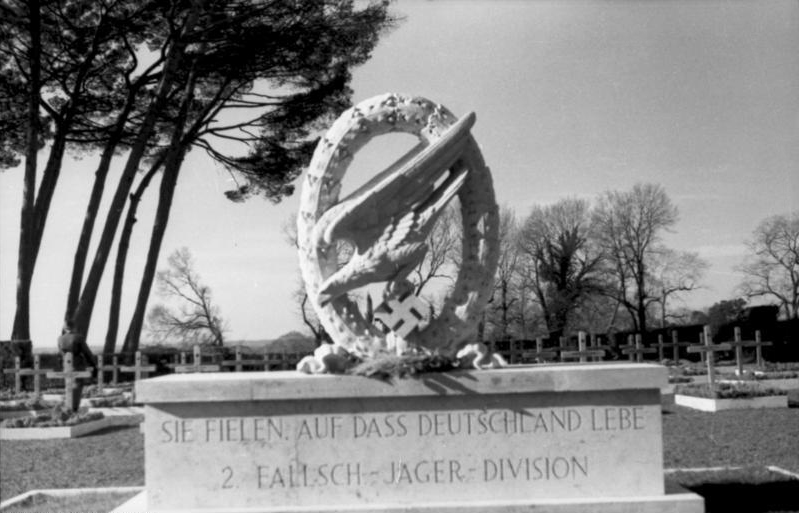
Меморіал десантникам, які загинули під час боїв у Італії. 1943

## Підготовка

### Повітрянодесантна підготовка
Навчанню німецьких десантників навичкам парашутних стрибків надавалося величезне значення. Недостатньо пророблене й примітивне спорядження для стрибків робило необхідною особливо ретельну підготовку особового складу. Основні прийоми, зокрема приземлення, відпрацьовувалися в ході тривалої спортивної підготовки. Ці тренування, разом з вивченням парашута, становили початковий етап підготовки бійця, після чого починався курс вивчення матеріальної частини та навчання укладанню парашута. Надалі солдатів починали тренувати здійсненню стрибка з макета літака, а також вивчали іноземні зразки матеріальної частини. До моменту завершення цієї частини курсанти були зобов'язані повністю опанувати навичками поводження з парашутом.
Спочатку й солдати, й офіцери готувалися разом, за ідентичними нормативами, але згодом заняття для офіцерів значно ускладнилися. Велика увага приділялася вихованню ініціативи в особистого рядового складу, тому що не виключався повний вихід зі строю в бою всіх офіцерів та унтер-офіцерів. У цих умовах рядовий повинен був активно діяти за власною ініціативою.

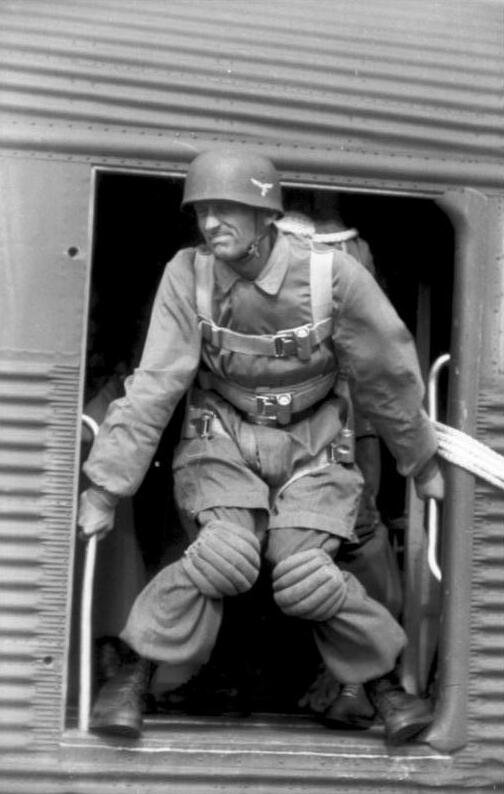
Здійснення стрибка з військово-транспортного літака Ю-52

Десантником, що мав право на носіння особливого нагрудного знака (нім. Fallschirmschutzenabzeichen), вважався військовослужбовець, що пройшов повний курс спеціальної підготовки, здійснивши не менше шести залікових стрибків. Перший з них відбувався поодинці з висоти 180 метрів. Інші були груповими й проводилися з все нижчих висот. Вінчав курс спеціальної підготовки стрибок взводу парашутистів (36 чоловік) з трьох літаків з висоти менш ніж 120 метрів. Після завершення десантування підрозділ негайно приступав до виконання навчального тактичного завдання. Для підтвердження кваліфікації була необхідна щорічна переатестація.
Але до 1944 року, у зв'язку з різким зростанням чисельності повітрянодесантних військ, зміною характеру їхніх бойових завдань і відсутністю можливості проведення тривалого тренування особового складу така кваліфікація стала присвоюватися вже усім солдатам і офіцерам, а також представникам медичного, юридичного й адміністративного персоналу ВПС, що здійснили у житті хоча б один стрибок з парашутом.

## Оснащення десанту

### Засоби десантування
Німецькі десантники стрибали з парашутами RZ 1, досить простими за своєю конструкцією. На початку 1940 року на озброєння ПДВ була прийнята вдосконалена модель RZ 16, що здобула широкого поширення, а останнім масовим парашутом став випущений у 1941 році RZ 20.
Головним недоліком німецьких парашутів була відсутність можливості робити будь-які маневри — покинувши літак, вони ставали покірною іграшкою вітрів, не були здатні контролювати ані місце приземлення, ані його швидкість, ані положення, у якому вони при цьому опиняться. Запасні парашути не передбачалися.
Недоліком німецької підвісної системи була відсутність у десантника можливості швидко звільнитися від її лямок після приземлення. Украй ускладненим було й гасіння купола після приземлення — стропи починалися на досить великій відстані від спини десантника і дотягнутися до них руками було дуже складно.
Перевагою парашутів RZ було примусове відкриття витяжним фалом, що забезпечувало точність моменту розкриття парашута й знижувало висоту викиду, і, що було важливо, зменшувало майданчик приземлення, тому що зброя, спорядження й боєприпаси десантувалися окремо, у вантажних контейнерах.
У німецьких ПДВ нормальною висотою десантування вважався проміжок між 110 і 120 метрами. Але, на Криті, в умовах сильної протидії ППО противника, парашутисти викидалися й з висоти 75 метрів. У цьому випадку купол ефективно гальмував падіння парашутиста не більш ніж за 35 метрів від землі.

### Засоби доставки
Крім парашутів, основним засобом десантування у німецьких ПДВ став планер DPS 230A. Ця машина була розроблена Німецьким інститутом досліджень безмоторних польотів. Планер пройшов випробування у 1937 році, а вже через рік почався його серійний випуск для потреб парашутних частин. DFS 230 являв собою високоплан.
Колісне шасі було відсутнє, замість нього під фюзеляжем кріпилася спеціальна посадкова лижа. У деяких випадках (наприклад, при атаці на Ебен-Емаль у травні 1940-го) планер комплектувався спеціальним гальмовим пристроєм за типом лемеша, що монтувався у хвостовій частині й різко скорочував пробіг при посадці. DFS 230A оснащувався озброєнням: 7,92-мм кулемет MG-15 встановлювався на відкритій турелі й обслуговувався одним з десантників. Пілотував DFS один льотчик, 8—9 чоловік десанту розміщалися на вузьких лавках поперек кабіни.
До цілі його доставляли на буксирі літаки Ю-52, після чого їх відчіплювали й вони планували на ціль. З метою гасіння швидкості на землі випускався гальмовий парашут. Під час війни повітряні сили вирішили доцільним замінити його на більше досконалу модель, якою став Go-242. Він ніс на борту 21 парашутиста. Для захисту були 4 кулемета MG-15, крім того, десантники могли стріляти з особистої зброї крізь вікна у вантажній кабіні. У процесі експлуатації планер забезпечили 2 двигунами, тим самим позбавивши їх від необхідності використання літаків-буксирувальників. Цю модель використовували з 1942 року до кінця війни.

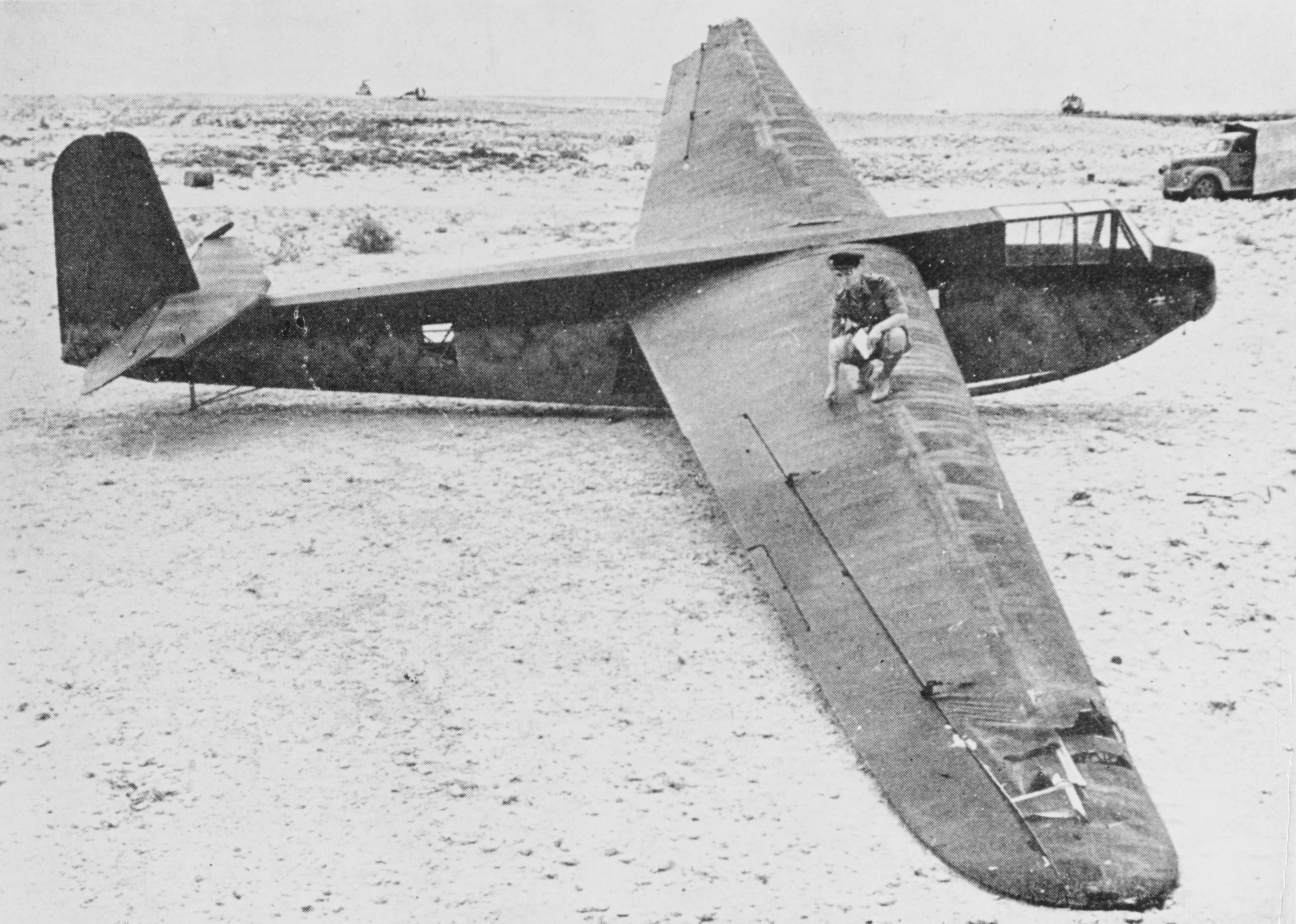
Важкий планер DFS 230

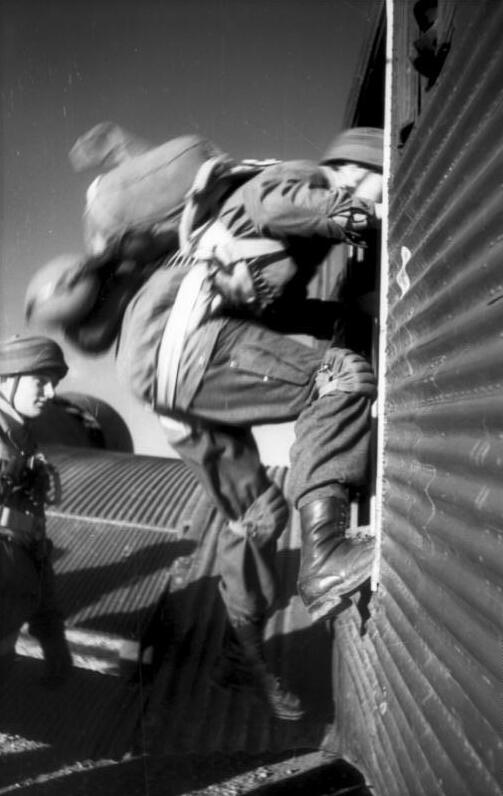
Посадка десанту на військово-транспортний літак Ю-52. 1943.

У ході підготовки до висадки в Англії (операція «Морський лев», що не відбулася, передбачалося використати десантників для захоплення ключових пунктів. Але їм, за оцінками аналітиків, бракувало важкої зброї, аби надійно утримати плацдарм. З метою доставки такої зброї був розроблений планер-гігант — Me-321, вагою 40 тонн.
Він міг перевозити 88-мм зенітну гармату з тягачем і основний німецький танк Т-IV або до 200 чоловік десанту. Вели цей планер два пілоти. Крім них були 2 стрільці, радист та технік із завантаження. Злет здійснювався за допомогою 8 ракетних прискорювачів і зв'язки з трьох винищувачів Me-110. Але ця громіздка й незграбна конструкція так і не ввійшла у стрій як засіб доставки десанту через складності пілотування та ненадійність. Але як транспортний планер, Me-321 використовувався в Африці та під Сталінградом.

### Літаки десантників
Транспортування й викид десанту проводився за допомогою військово-транспортних літаків Ю-52, розроблених ще 1931 року. Злітна вага — 10500 кг, швидкість — 305 км/год, стеля — 5500 м, дальність — до 1200 км, екіпаж — 3 чоловіки (у десантному варіанті — 4).
На початку 30-х років ця машина була основним бомбардувальником Люфтваффе. Десантний варіант позначався літерою F і ніс на борту 14 чоловік, а також 37-мм гармату або мотоцикл під фюзеляжем. Усі машини забезпечувалися пристроєм для буксирування планерів. Озброєння складалося з 3 кулеметів MG-15. Літак перебував у серії до 1944 року, усього було випущено 3900 Ю-52 різних модифікацій.
До кінця війни з метою заміни застарілого Ю-52 була розроблена транспортна модифікація нового бомбардувальника німців Не-111 — Не-111Н-20/R-1. Злітна вага — 15000 кг, швидкість — 430 км/год, стеля — 6700 м, дальність — 1920 км, екіпаж 4-5 чоловік і 16 парашутистів на борту.
Справжньою революцією мав стати Fa-223 — перший нацистський вертоліт. Він міг перевозити 12 чоловік і гірсько-піхотну гармату. Але модель була нестійка у повітрі, тому її так і не встигли використати в реальній бойовій ситуації.

## Зброя та особисте екіпірування

### Стрілецька зброя
Десантувалися парашутисти лише з особистою зброєю — пістолетом Parabellum P08, необхідність чого була пов'язана з невдалою конструкцією парашута та підвісної системи. Усе їхнє спорядження: зброя, гранати, боєприпаси, радіостанції та аптечки перебували у спеціальних десантних контейнерах, пофарбованих у білі кольори з червоною смугою, які скидали одночасно з особовим складом. Після приземлення боєць повинен був якнайшвидше знайти перший-ліпший контейнер, розкрити його та озброїтися. Нерідко парашутисти були змушені з пістолетами у руках пробиватися через позиції противника до скинутих контейнерів зі зброєю, тому, без перебільшення, швидке виявлення контейнеру було питанням життя та смерті.
Крім пістолету солдати перших парашутних частин мали на озброєнні гвинтівку Gew 33/40 чеського виробництва. Десантний варіант передбачав наявність складаного дерев'яного приклада. Гвинтівка оснащувалася багнетом.
У 1938 році спеціально для десантників на озброєння надійшов пістолет-кулемет МР-38. Зброя була зроблена з урахуванням вимог щодо компактності та легкості. Цей зразок став настільки вдалим, що відразу ж був прийнятий на озброєння Вермахтом, ставши його своєрідним символом.
Також для десантних військ була розроблена спеціальна автоматична гвинтівка — під гвинтівковий патрон 7.92 мм — FG-42, що поставлялася тільки до десантних частин, і являла собою фактично легкий ручний кулемет.
Для посилення вогневої міці на озброєнні були ручні та станкові кулемети MG-34, що вважаються найкращими за всю Другу світову війну.

### Бойова технікай важке озброєння
З важкого озброєння у десантників були досить оригінальні зразки протитанкової рушниці — 28/20 мм sPz. Використалися вони на початку війни, але згодом були зняті з озброєння, оскільки броня танків стала для них занадто міцною.
Застосовувалися й мортири-гранатомети, що приєднувалися до гвинтівок, а також ранцеві вогнемети. До кінця війни стали широко застосовуватися одноразові гранатомети різних зразків, також активно використалися піхотні 50-мм, 81-мм та 120-мм міномети.
Парашутні дивізії були широко оснащені мінометами — легкою та компактною зброєю. До середини 1944 року у кожній десантній і саперній роті за штатом було по три 80-мм міномети GrW 42, спеціальна версія звичайного 81-мм міномета s.G.W.34 для десантних підрозділів, у ротах підтримки (при кожному батальйоні) — по чотири 120-мм sGr-42, а в мінометних ротах (при кожному полку) — по дев'ять sGr-42. Існував також і мінометний батальйон дивізіонного підпорядкування, у якому налічувалося 36 120-мм мінометів. Таким чином, кожна парашутна дивізія мала 131 міномет калібру 81-мм та 63 — калібру 120-мм.
Артилерійські підрозділи мали також спеціальні зразки артилерійських систем — 75-мм LG-40 та 105-мм LG-40, розроблені Г.Круппом і дороблені фірмою «Рейнметалл», а також 105-мм безвідкатні гармати LG 42 — перші у світі гармати подібної системи. З метою конспірації безвідкатки здобули офіційне позначення «легких гармат». Їхня суть була в тому, що струмінь порохових газів після пострілу не впирався у казенник, а частково або повністю виходив назад через спеціальні отвори — отже віддача була майже відсутня. За рахунок цієї системи вага гармати знизилася на 50-60 відсотків і становила усього 200—400 кг, оскільки відпала необхідність у противідкатних пристосуваннях. Це відкривало небачені досі можливості у досягненні майже необмеженої мобільності в артилерії середніх калібрів і в її застосуванні у ПДВ. Але був й недолік — вихлопний струмінь, що мав велику температуру та становив небезпеку для бойової обслуги гармати.

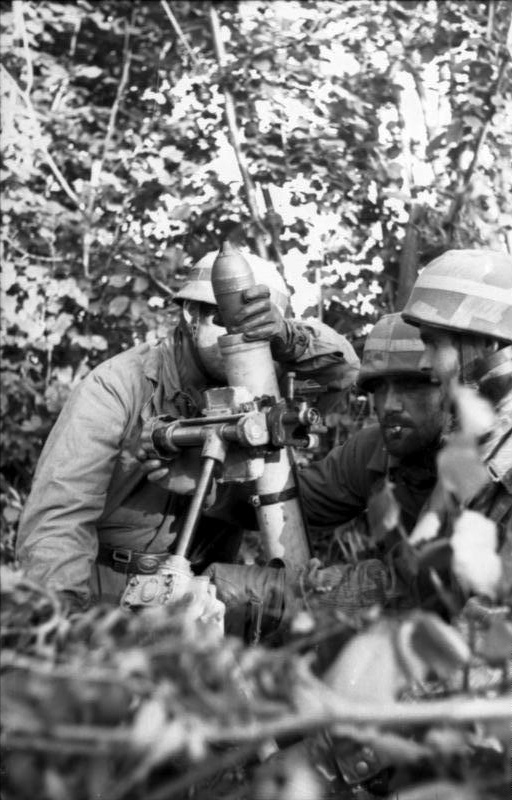
Німецькі парашутисти ведуть вогонь з 80-мм міномета GrW 42. Операція «Оверлорд». Червень 1944

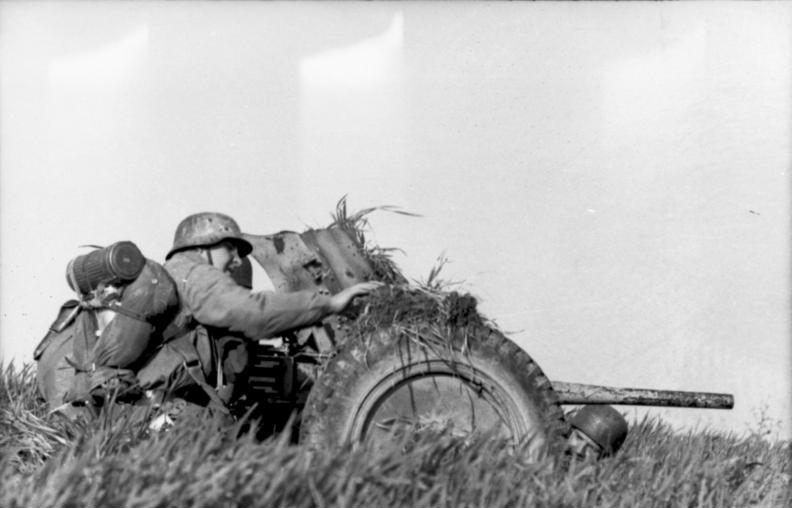
Протитанкова гармата Pak 35/36. Італія.1943

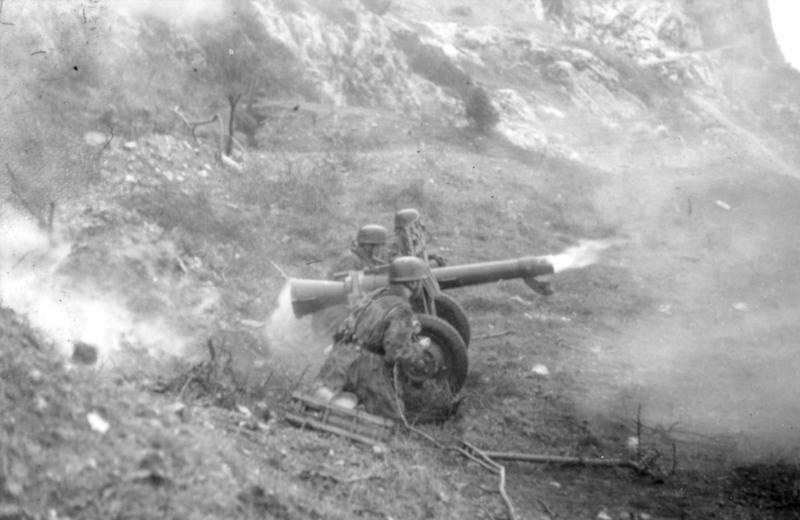
Німецькі парашутисти ведуть вогонь з 105-мм безвідкатної гармати LG 40. 26 грудня 1943

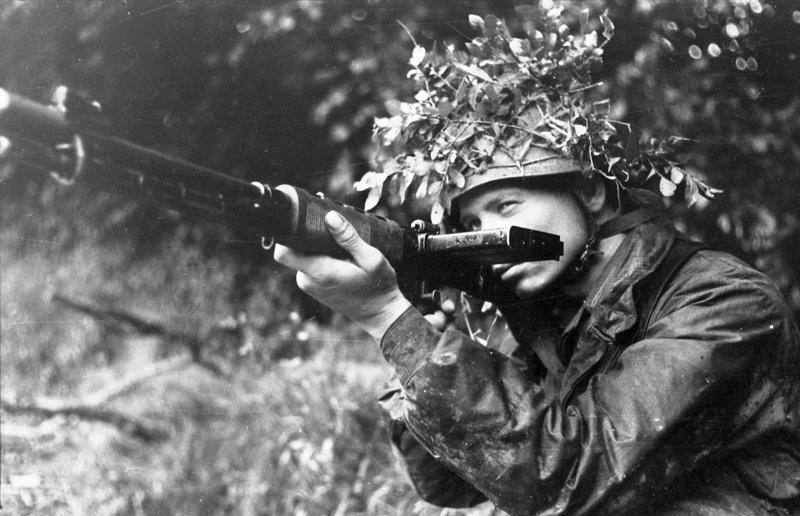
Десантник з автоматичною гвинтівкою FG-42. Франція. 1944

Зі звичайних артилерійських систем найбільше поширення одержали 75-мм гірські гармати Geb-36 з розбірним лафетом. Винищувачі танків мали у своєму розпорядженні 37-мм протитанкові гармати Рак-35/36 і полегшений «парашутний» варіант 50-мм гармати Рак-38F.
Зенітне озброєння складалося переважно з «парашутного» варіанту 20-мм гармати FlaK-38, що відрізнявся від базового зразка наявністю полегшеного складного лафету з круговим обстрілом. Крім неї використалася 20-мм швидкострільна гармата MG-151/20. Усі ці системи доставлялися у тил противника посадочним способом — на зовнішній підвісці під фюзеляжем тримоторного транспортника Ю-52.
Основним недоліком німецьких повітряно-десантних військ була їхня недостатня, навіть для того часу, мобільність. Їхнім єдиним транспортом був мотоцикл BMW R75 з коляскою та його напівгусенична модифікація. Вважалося, що парашутисти відразу висадяться у потрібному районі, захоплять його та дочекаються підкріплення. Тому у деяких ситуаціях, наприклад на Криті, де парашутисти діяли самостійно, їм доводилося користуватися трофейним транспортом для досягнення хоча б мінімальної мобільності.

### Екіпірування
Для парашутистів був введений спеціальний зразок сталевого шолома, хоча спочатку у ПДВ використовувалися звичайні армійські сталеві шоломи М35. Оскільки велика вага цих зразків не задовольняла командування ВПС, незабаром парашутисти отримали на озброєння сталевий шолом М38 конструкції інженера Гайслера з майже повністю зрізаними полями.
На початку війни шоломи фарбувалися у сіро-блакитні кольори й прикрашалися з правого боку національним триколірним щитком, а з лівого — зображенням орла ВПС у польоті. Згодом демаскуючі емблеми зникли.

### Військовий однострій
Основним предметом польової форми одягу стали спеціально розроблені стрибкові комбінезони. Спочатку вони призначалися винятково для виконання стрибків з парашутом — їх надягали поверх мундирів і спорядження, аби їхні виступаючі деталі не заважали вільному розкриттю купола. Згодом комбінезон перетворився ще й у зручний і практичний елемент бойового одягу, а його тканину стали фарбувати у камуфльовані кольори.
У 1930-ті роки та відразу після початку Другої світової у парашутних частинах застосовували два різні типи комбінезонів — армійський «Knochensack» — «мішок для костей» (розроблений для парашутного батальйону сухопутних військ) і так званий «перший зразок», створений для десантників ВПС.
Маскувальний одяг доповнювався спеціальними чохлами на сталеві шоломи. Вже під час рейду на Ебен-Емаль бійці носили на шоломах матер'яні протиблимові сітки.
Військове звання парашутиста, одягнутого у комбінезон, можна було визначити за нарукавними знаками розрізнення у вигляді комбінацій ясно-сірих смужок і «пташок», запозиченим у льотчиків. Унтер-офіцери в чині до обер-фельдфебеля носили на них одну—чотири «пташки» відповідно, у штабс-фельдфебеля під ними наносилася чотирикутна зірочка. Лейтенант, обер-лейтенант і гауптман відрізнялися однієї—трьома «пташками» з вузькою горизонтальною смужкою під ними, а старші офіцери — з двома смужками.
Генеральські знаки були жовтими (одна — три «пташки» з однією смужкою). Курт Штудент після присвоєння йому звання генерал-полковника авіації носив сині овальні знаки з вишитим золотавим зображенням орла ВПС зі свастикою у лапах, укладеним у вінок.
У німецьких повітряно-десантних військах використалося два основних зразки взуття для стрибків з високими гомілками. Ранні варіанти виготовлялися з якісної чорної шкіри з зернистою структурою та мали бічне шнурування, пізні зразки взуття отримали темно-коричневі кольори — під відтінок шкіряного спорядження Люфтваффе.
Зимовий одяг містив у собі в'язані светри, що надівалися під польові куртки, а також спеціальні стьобані костюми.
Головними уборами, якими користалися десантники, були сіро-блакитні сукняні пілотки військово-повітряних сил, що з 1943 року стали витіснятися єдиним польовим кепі ВПС, також сіро-блакитних кольорів.
Парашутисти військ СС носили одяг свого роду військ, доповнений десантними шоломами та стрибковими комбінезонами, а також носили й есесівський камуфльований одяг з дрібноплямистим малюнком.

### Відзнаки
Німецькі парашутисти мали дуже багатий набір різних емблем, знаків відзнаки, «бойових знаків» тощо. «Джерело» німецьких ПДВ — полк «Генерал Герінг» після його переведення до складу ВПС у 1935 році носив синю стрічку без окантовок з вишитим готичним написом «GENERAL GORING». Найбільша ж різноманітність, як і в інших родах військ, спостерігалася серед нагрудних знаків, які носилися на лівій кишені, нижче орденських хрестів 1-го класу, якщо такі були.
До числа нагрудних знаків ПДВ належать кваліфікаційні значки парашутистів, що виникли відразу після створення перших регулярних десантних частин у середині 30-х років. До них належать знак стрільця-парашутиста ВПС і знак стрільця-парашутиста сухопутних військ, що вручався тільки солдатам і офіцерам бойових частин, які пройшли курс підготовки й здійснили шість залікових стрибків. Перший знак був уведений у листопаді 1936 року, другий — у червні 1937-го.
Після початку активної участі парашутистів як елітної піхоти у польових боях їм почали вручати створений за ініціативою Герінга 31 березня 1942 року знак учасника наземних боїв ВПС. Аби заслужити цю відзнаку, військовослужбовець мав взяти участь у трьох боях. Згодом, у зв'язку з тривалим характером війни, у нижній частині знака з'явилися таблички з номерами «25», «50», «75» і «100», що свідчили про участь власника у відповідному числі боїв.
Парашутисти-есесівці носили традиційні чорні петлиці з рунами «SS» і погони з білим піхотним кантом. Парашутний батальйон військ СС носив також свою стрічку, що мала чорне поле зі сріблястою окантовкою. На стрічці прямою латиницею виводився напис «нім. SS-FALLSCHIRMJAGER», яку згодом змінили на «нім. SS-FALLSCHIRMREGIMENT».

## Відео
- Fallschirmjager — Abgeschmiert aus 100 Metern — пісня німецьких парашутистів часів Другої світової
- Fallschirmjägers
- Fallschirmjäger — Paratroopers
- Fallschirmjager lied (German paratrooper song)
- Fallschirmjäger — Rot scheint die Sonne